# Плей-офф Кубка Гагарина 2012
Плей-офф Кубка Гагарина 2012 стартовал в последний день зимы, 29 февраля 2012 года. Пары участников определились по итогам регулярного сезона 2011/2012.
Время начала матчей — московское (UTC+04:00). Чемпионом стал ХК «Динамо», серебряные медали были завоеваны омским «Авангардом», бронзовые медали взял челябинский «Трактор».

## Сетка
|  | Четвертьфиналы конференций | Четвертьфиналы конференций | Четвертьфиналы конференций | Четвертьфиналы конференций | Четвертьфиналы конференций | Четвертьфиналы конференций | Четвертьфиналы конференций | Четвертьфиналы конференций | Четвертьфиналы конференций | Четвертьфиналы конференций |              |          | Полуфиналы конференций (перепосев) | Полуфиналы конференций (перепосев) | Полуфиналы конференций (перепосев) | Полуфиналы конференций (перепосев) | Полуфиналы конференций (перепосев) | Полуфиналы конференций (перепосев) | Полуфиналы конференций (перепосев) | Полуфиналы конференций (перепосев) | Полуфиналы конференций (перепосев) | Полуфиналы конференций (перепосев) |   |         | Финалы конференций | Финалы конференций | Финалы конференций | Финалы конференций | Финалы конференций | Финалы конференций | Финалы конференций | Финалы конференций | Финалы конференций | Финалы конференций |   |          | Финал Кубка Гагарина | Финал Кубка Гагарина | Финал Кубка Гагарина | Финал Кубка Гагарина | Финал Кубка Гагарина | Финал Кубка Гагарина | Финал Кубка Гагарина | Финал Кубка Гагарина | Финал Кубка Гагарина | Финал Кубка Гагарина |
|  |                            |                            |                            |                            |                            |                            |                            |                            |                            |                            |              |          |                                    |                                    |                                    |                                    |                                    |                                    |                                    |                                    |                                    |                                    |   |         |                    |                    |                    |                    |                    |                    |                    |                    |                    |                    |   |          |                      |                      |                      |                      |                      |                      |                      |                      |                      |                      |
|  | 1                          | Трактор                    | Трактор                    | Трактор                    | Трактор                    | Трактор                    | Трактор                    | Трактор                    | Трактор                    | 4                          |              |          |                                    |                                    |                                    |                                    |                                    |                                    |                                    |                                    |                                    |                                    |   |         |                    |                    |                    |                    |                    |                    |                    |                    |                    |                    |   |          |                      |                      |                      |                      |                      |                      |                      |                      |                      |                      |
|  | 1                          | Трактор                    | Трактор                    | Трактор                    | Трактор                    | Трактор                    | Трактор                    | Трактор                    | Трактор                    | 4                          |              |          |                                    |                                    |                                    |                                    |                                    |                                    |                                    |                                    |                                    |                                    |   |         |                    |                    |                    |                    |                    |                    |                    |                    |                    |                    |   |          |                      |                      |                      |                      |                      |                      |                      |                      |                      |                      |
|  | 8                          | Югра                       | Югра                       | Югра                       | Югра                       | Югра                       | Югра                       | Югра                       | Югра                       | 1                          |              |          |                                    |                                    |                                    |                                    |                                    |                                    |                                    |                                    |                                    |                                    |   |         |                    |                    |                    |                    |                    |                    |                    |                    |                    |                    |   |          |                      |                      |                      |                      |                      |                      |                      |                      |                      |                      |
|  | 8                          | Югра                       | Югра                       | Югра                       | Югра                       | Югра                       | Югра                       | Югра                       | Югра                       | 1                          | 1            | Трактор  | Трактор                            | Трактор                            | Трактор                            | Трактор                            | Трактор                            | Трактор                            | Трактор                            | 4                                  |                                    |                                    |   |         |                    |                    |                    |                    |                    |                    |                    |                    |                    |                    |   |          |                      |                      |                      |                      |                      |                      |                      |                      |                      |                      |
|  |                            |                            |                            |                            |                            |                            |                            |                            |                            |                            | 1            | Трактор  | Трактор                            | Трактор                            | Трактор                            | Трактор                            | Трактор                            | Трактор                            | Трактор                            | 4                                  |                                    |                                    |   |         |                    |                    |                    |                    |                    |                    |                    |                    |                    |                    |   |          |                      |                      |                      |                      |                      |                      |                      |                      |                      |                      |
|  |                            |                            | 4                          | Ак Барс                    | Ак Барс                    | Ак Барс                    | Ак Барс                    | Ак Барс                    | Ак Барс                    | Ак Барс                    | Ак Барс      | 2        |                                    |                                    |                                    |                                    |                                    |                                    |                                    |                                    |                                    |                                    |   |         |                    |                    |                    |                    |                    |                    |                    |                    |                    |                    |   |          |                      |                      |                      |                      |                      |                      |                      |                      |                      |                      |
|  | 2                          | Авангард                   | Авангард                   | Авангард                   | Авангард                   | Авангард                   | Авангард                   | Авангард                   | Авангард                   | Ак Барс                    | Ак Барс      | 2        | 4                                  |                                    |                                    |                                    |                                    |                                    |                                    |                                    |                                    |                                    |   |         |                    |                    |                    |                    |                    |                    |                    |                    |                    |                    |   |          |                      |                      |                      |                      |                      |                      |                      |                      |                      |                      |
|  | 2                          | Авангард                   | Авангард                   | Авангард                   | Авангард                   | Авангард                   | Авангард                   | Авангард                   | Авангард                   |                            |              |          | 4                                  |                                    |                                    |                                    |                                    |                                    |                                    |                                    |                                    |                                    |   |         |                    |                    |                    |                    |                    |                    |                    |                    |                    |                    |   |          |                      |                      |                      |                      |                      |                      |                      |                      |                      |                      |
|  | 7                          | Амур                       | Амур                       | Амур                       | Амур                       | Амур                       | Амур                       | Амур                       | Амур                       | 0                          |              |          |                                    |                                    |                                    |                                    |                                    |                                    |                                    |                                    |                                    |                                    |   |         |                    |                    |                    |                    |                    |                    |                    |                    |                    |                    |   |          |                      |                      |                      |                      |                      |                      |                      |                      |                      |                      |
|  | 7                          | Амур                       | Амур                       | Амур                       | Амур                       | Амур                       | Амур                       | Амур                       | Амур                       | 0                          |              |          |                                    |                                    |                                    |                                    |                                    |                                    |                                    |                                    |                                    |                                    | 1 | Трактор | Трактор            | Трактор            | Трактор            | Трактор            | Трактор            | Трактор            | Трактор            | 1                  |                    |                    |   |          |                      |                      |                      |                      |                      |                      |                      |                      |                      |                      |
|  | Восточная конференция      |                            |                            |                            |                            |                            |                            |                            |                            |                            |              |          |                                    |                                    |                                    |                                    |                                    |                                    |                                    |                                    |                                    |                                    | 1 | Трактор | Трактор            | Трактор            | Трактор            | Трактор            | Трактор            | Трактор            | Трактор            | 1                  |                    |                    |   |          |                      |                      |                      |                      |                      |                      |                      |                      |                      |                      |
|  |                            |                            | 2                          | Авангард                   | Авангард                   | Авангард                   | Авангард                   | Авангард                   | Авангард                   | Авангард                   | Авангард     | 4        |                                    |                                    |                                    |                                    |                                    |                                    |                                    |                                    |                                    |                                    |   |         |                    |                    |                    |                    |                    |                    |                    |                    |                    |                    |   |          |                      |                      |                      |                      |                      |                      |                      |                      |                      |                      |
|  | 3                          | Металлург Мг               | Металлург Мг               | Металлург Мг               | Металлург Мг               | Металлург Мг               | Металлург Мг               | Металлург Мг               | Металлург Мг               | Авангард                   | Авангард     | 4        | 4                                  |                                    |                                    |                                    |                                    |                                    |                                    |                                    |                                    |                                    |   |         |                    |                    |                    |                    |                    |                    |                    |                    |                    |                    |   |          |                      |                      |                      |                      |                      |                      |                      |                      |                      |                      |
|  | 3                          | Металлург Мг               | Металлург Мг               | Металлург Мг               | Металлург Мг               | Металлург Мг               | Металлург Мг               | Металлург Мг               | Металлург Мг               |                            |              |          | 4                                  |                                    |                                    |                                    |                                    |                                    |                                    |                                    |                                    |                                    |   |         |                    |                    |                    |                    |                    |                    |                    |                    |                    |                    |   |          |                      |                      |                      |                      |                      |                      |                      |                      |                      |                      |
|  | 6                          | Барыс                      | Барыс                      | Барыс                      | Барыс                      | Барыс                      | Барыс                      | Барыс                      | Барыс                      | 3                          |              |          |                                    |                                    |                                    |                                    |                                    |                                    |                                    |                                    |                                    |                                    |   |         |                    |                    |                    |                    |                    |                    |                    |                    |                    |                    |   |          |                      |                      |                      |                      |                      |                      |                      |                      |                      |                      |
|  | 6                          | Барыс                      | Барыс                      | Барыс                      | Барыс                      | Барыс                      | Барыс                      | Барыс                      | Барыс                      | 3                          | 2            | Авангард | Авангард                           | Авангард                           | Авангард                           | Авангард                           | Авангард                           | Авангард                           | Авангард                           | 4                                  |                                    |                                    |   |         |                    |                    |                    |                    |                    |                    |                    |                    |                    |                    |   |          |                      |                      |                      |                      |                      |                      |                      |                      |                      |                      |
|  |                            |                            |                            |                            |                            |                            |                            |                            |                            |                            | 2            | Авангард | Авангард                           | Авангард                           | Авангард                           | Авангард                           | Авангард                           | Авангард                           | Авангард                           | 4                                  |                                    |                                    |   |         |                    |                    |                    |                    |                    |                    |                    |                    |                    |                    |   |          |                      |                      |                      |                      |                      |                      |                      |                      |                      |                      |
|  |                            |                            | 3                          | Металлург Мг               | Металлург Мг               | Металлург Мг               | Металлург Мг               | Металлург Мг               | Металлург Мг               | Металлург Мг               | Металлург Мг | 1        |                                    |                                    |                                    |                                    |                                    |                                    |                                    |                                    |                                    |                                    |   |         |                    |                    |                    |                    |                    |                    |                    |                    |                    |                    |   |          |                      |                      |                      |                      |                      |                      |                      |                      |                      |                      |
|  | 4                          | Ак Барс                    | Ак Барс                    | Ак Барс                    | Ак Барс                    | Ак Барс                    | Ак Барс                    | Ак Барс                    | Ак Барс                    | Металлург Мг               | Металлург Мг | 1        | 4                                  |                                    |                                    |                                    |                                    |                                    |                                    |                                    |                                    |                                    |   |         |                    |                    |                    |                    |                    |                    |                    |                    |                    |                    |   |          |                      |                      |                      |                      |                      |                      |                      |                      |                      |                      |
|  | 4                          | Ак Барс                    | Ак Барс                    | Ак Барс                    | Ак Барс                    | Ак Барс                    | Ак Барс                    | Ак Барс                    | Ак Барс                    |                            |              |          | 4                                  |                                    |                                    |                                    |                                    |                                    |                                    |                                    |                                    |                                    |   |         |                    |                    |                    |                    |                    |                    |                    |                    |                    |                    |   |          |                      |                      |                      |                      |                      |                      |                      |                      |                      |                      |
|  | 5                          | Салават Юлаев              | Салават Юлаев              | Салават Юлаев              | Салават Юлаев              | Салават Юлаев              | Салават Юлаев              | Салават Юлаев              | Салават Юлаев              | 2                          |              |          |                                    |                                    |                                    |                                    |                                    |                                    |                                    |                                    |                                    |                                    |   |         |                    |                    |                    |                    |                    |                    |                    |                    |                    |                    |   |          |                      |                      |                      |                      |                      |                      |                      |                      |                      |                      |
|  | 5                          | Салават Юлаев              | Салават Юлаев              | Салават Юлаев              | Салават Юлаев              | Салават Юлаев              | Салават Юлаев              | Салават Юлаев              | Салават Юлаев              | 2                          |              |          |                                    |                                    |                                    |                                    |                                    |                                    |                                    |                                    |                                    |                                    |   |         |                    |                    |                    |                    |                    |                    |                    |                    |                    |                    | 2 | Авангард | Авангард             | Авангард             | Авангард             | Авангард             | Авангард             | Авангард             | Авангард             | 3                    |                      |                      |
|  |                            |                            |                            |                            |                            |                            |                            |                            |                            |                            |              |          |                                    |                                    |                                    |                                    |                                    |                                    |                                    |                                    |                                    |                                    |   |         |                    |                    |                    |                    |                    |                    |                    |                    |                    |                    | 2 | Авангард | Авангард             | Авангард             | Авангард             | Авангард             | Авангард             | Авангард             | Авангард             | 3                    |                      |                      |
|  |                            |                            | 3                          | Динамо М                   | Динамо М                   | Динамо М                   | Динамо М                   | Динамо М                   | Динамо М                   | Динамо М                   | Динамо М     | 4        |                                    |                                    |                                    |                                    |                                    |                                    |                                    |                                    |                                    |                                    |   |         |                    |                    |                    |                    |                    |                    |                    |                    |                    |                    |   |          |                      |                      |                      |                      |                      |                      |                      |                      |                      |                      |
|  | 1                          | СКА                        | СКА                        | СКА                        | СКА                        | СКА                        | СКА                        | СКА                        | СКА                        | Динамо М                   | Динамо М     | 4        | 4                                  |                                    |                                    |                                    |                                    |                                    |                                    |                                    |                                    |                                    |   |         |                    |                    |                    |                    |                    |                    |                    |                    |                    |                    |   |          |                      |                      |                      |                      |                      |                      |                      |                      |                      |                      |
|  | 1                          | СКА                        | СКА                        | СКА                        | СКА                        | СКА                        | СКА                        | СКА                        | СКА                        |                            |              |          | 4                                  |                                    |                                    |                                    |                                    |                                    |                                    |                                    |                                    |                                    |   |         |                    |                    |                    |                    |                    |                    |                    |                    |                    |                    |   |          |                      |                      |                      |                      |                      |                      |                      |                      |                      |                      |
|  | 8                          | ЦСКА                       | ЦСКА                       | ЦСКА                       | ЦСКА                       | ЦСКА                       | ЦСКА                       | ЦСКА                       | ЦСКА                       | 1                          |              |          |                                    |                                    |                                    |                                    |                                    |                                    |                                    |                                    |                                    |                                    |   |         |                    |                    |                    |                    |                    |                    |                    |                    |                    |                    |   |          |                      |                      |                      |                      |                      |                      |                      |                      |                      |                      |
|  | 8                          | ЦСКА                       | ЦСКА                       | ЦСКА                       | ЦСКА                       | ЦСКА                       | ЦСКА                       | ЦСКА                       | ЦСКА                       | 1                          | 1            | СКА      | СКА                                | СКА                                | СКА                                | СКА                                | СКА                                | СКА                                | СКА                                | 4                                  |                                    |                                    |   |         |                    |                    |                    |                    |                    |                    |                    |                    |                    |                    |   |          |                      |                      |                      |                      |                      |                      |                      |                      |                      |                      |
|  |                            |                            |                            |                            |                            |                            |                            |                            |                            |                            | 1            | СКА      | СКА                                | СКА                                | СКА                                | СКА                                | СКА                                | СКА                                | СКА                                | 4                                  |                                    |                                    |   |         |                    |                    |                    |                    |                    |                    |                    |                    |                    |                    |   |          |                      |                      |                      |                      |                      |                      |                      |                      |                      |                      |
|  |                            |                            | 4                          | Атлант                     | Атлант                     | Атлант                     | Атлант                     | Атлант                     | Атлант                     | Атлант                     | Атлант       | 2        |                                    |                                    |                                    |                                    |                                    |                                    |                                    |                                    |                                    |                                    |   |         |                    |                    |                    |                    |                    |                    |                    |                    |                    |                    |   |          |                      |                      |                      |                      |                      |                      |                      |                      |                      |                      |
|  | 2                          | Торпедо                    | Торпедо                    | Торпедо                    | Торпедо                    | Торпедо                    | Торпедо                    | Торпедо                    | Торпедо                    | Атлант                     | Атлант       | 2        | 4                                  |                                    |                                    |                                    |                                    |                                    |                                    |                                    |                                    |                                    |   |         |                    |                    |                    |                    |                    |                    |                    |                    |                    |                    |   |          |                      |                      |                      |                      |                      |                      |                      |                      |                      |                      |
|  | 2                          | Торпедо                    | Торпедо                    | Торпедо                    | Торпедо                    | Торпедо                    | Торпедо                    | Торпедо                    | Торпедо                    |                            |              |          | 4                                  |                                    |                                    |                                    |                                    |                                    |                                    |                                    |                                    |                                    |   |         |                    |                    |                    |                    |                    |                    |                    |                    |                    |                    |   |          |                      |                      |                      |                      |                      |                      |                      |                      |                      |                      |
|  | 7                          | Динамо Р                   | Динамо Р                   | Динамо Р                   | Динамо Р                   | Динамо Р                   | Динамо Р                   | Динамо Р                   | Динамо Р                   | 3                          |              |          |                                    |                                    |                                    |                                    |                                    |                                    |                                    |                                    |                                    |                                    |   |         |                    |                    |                    |                    |                    |                    |                    |                    |                    |                    |   |          |                      |                      |                      |                      |                      |                      |                      |                      |                      |                      |
|  | 7                          | Динамо Р                   | Динамо Р                   | Динамо Р                   | Динамо Р                   | Динамо Р                   | Динамо Р                   | Динамо Р                   | Динамо Р                   | 3                          |              |          |                                    |                                    |                                    |                                    |                                    |                                    |                                    |                                    |                                    |                                    | 1 | СКА     | СКА                | СКА                | СКА                | СКА                | СКА                | СКА                | СКА                | 0                  |                    |                    |   |          |                      |                      |                      |                      |                      |                      |                      |                      |                      |                      |
|  | Западная конференция       |                            |                            |                            |                            |                            |                            |                            |                            |                            |              |          |                                    |                                    |                                    |                                    |                                    |                                    |                                    |                                    |                                    |                                    | 1 | СКА     | СКА                | СКА                | СКА                | СКА                | СКА                | СКА                | СКА                | 0                  |                    |                    |   |          |                      |                      |                      |                      |                      |                      |                      |                      |                      |                      |
|  |                            |                            | 3                          | Динамо М                   | Динамо М                   | Динамо М                   | Динамо М                   | Динамо М                   | Динамо М                   | Динамо М                   | Динамо М     | 4        |                                    |                                    |                                    |                                    |                                    |                                    |                                    |                                    |                                    |                                    |   |         |                    |                    |                    |                    |                    |                    |                    |                    |                    |                    |   |          |                      |                      |                      |                      |                      |                      |                      |                      |                      |                      |
|  | 3                          | Динамо М                   | Динамо М                   | Динамо М                   | Динамо М                   | Динамо М                   | Динамо М                   | Динамо М                   | Динамо М                   | Динамо М                   | Динамо М     | 4        | 4                                  |                                    |                                    |                                    |                                    |                                    |                                    |                                    |                                    |                                    |   |         |                    |                    |                    |                    |                    |                    |                    |                    |                    |                    |   |          |                      |                      |                      |                      |                      |                      |                      |                      |                      |                      |
|  | 3                          | Динамо М                   | Динамо М                   | Динамо М                   | Динамо М                   | Динамо М                   | Динамо М                   | Динамо М                   | Динамо М                   |                            |              |          | 4                                  |                                    |                                    |                                    |                                    |                                    |                                    |                                    |                                    |                                    |   |         |                    |                    |                    |                    |                    |                    |                    |                    |                    |                    |   |          |                      |                      |                      |                      |                      |                      |                      |                      |                      |                      |
|  | 6                          | Динамо Мн                  | Динамо Мн                  | Динамо Мн                  | Динамо Мн                  | Динамо Мн                  | Динамо Мн                  | Динамо Мн                  | Динамо Мн                  | 0                          |              |          |                                    |                                    |                                    |                                    |                                    |                                    |                                    |                                    |                                    |                                    |   |         |                    |                    |                    |                    |                    |                    |                    |                    |                    |                    |   |          |                      |                      |                      |                      |                      |                      |                      |                      |                      |                      |
|  | 6                          | Динамо Мн                  | Динамо Мн                  | Динамо Мн                  | Динамо Мн                  | Динамо Мн                  | Динамо Мн                  | Динамо Мн                  | Динамо Мн                  | 0                          | 2            | Торпедо  | Торпедо                            | Торпедо                            | Торпедо                            | Торпедо                            | Торпедо                            | Торпедо                            | Торпедо                            | 2                                  |                                    |                                    |   |         |                    |                    |                    |                    |                    |                    |                    |                    |                    |                    |   |          |                      |                      |                      |                      |                      |                      |                      |                      |                      |                      |
|  |                            |                            |                            |                            |                            |                            |                            |                            |                            |                            | 2            | Торпедо  | Торпедо                            | Торпедо                            | Торпедо                            | Торпедо                            | Торпедо                            | Торпедо                            | Торпедо                            | 2                                  |                                    |                                    |   |         |                    |                    |                    |                    |                    |                    |                    |                    |                    |                    |   |          |                      |                      |                      |                      |                      |                      |                      |                      |                      |                      |
|  |                            |                            | 3                          | Динамо М                   | Динамо М                   | Динамо М                   | Динамо М                   | Динамо М                   | Динамо М                   | Динамо М                   | Динамо М     | 4        |                                    |                                    |                                    |                                    |                                    |                                    |                                    |                                    |                                    |                                    |   |         |                    |                    |                    |                    |                    |                    |                    |                    |                    |                    |   |          |                      |                      |                      |                      |                      |                      |                      |                      |                      |                      |
|  | 4                          | Атлант                     | Атлант                     | Атлант                     | Атлант                     | Атлант                     | Атлант                     | Атлант                     | Атлант                     | Динамо М                   | Динамо М     | 4        | 4                                  |                                    |                                    |                                    |                                    |                                    |                                    |                                    |                                    |                                    |   |         |                    |                    |                    |                    |                    |                    |                    |                    |                    |                    |   |          |                      |                      |                      |                      |                      |                      |                      |                      |                      |                      |
|  | 4                          | Атлант                     | Атлант                     | Атлант                     | Атлант                     | Атлант                     | Атлант                     | Атлант                     | Атлант                     |                            |              |          | 4                                  |                                    |                                    |                                    |                                    |                                    |                                    |                                    |                                    |                                    |   |         |                    |                    |                    |                    |                    |                    |                    |                    |                    |                    |   |          |                      |                      |                      |                      |                      |                      |                      |                      |                      |                      |
|  | 5                          | Северсталь                 | Северсталь                 | Северсталь                 | Северсталь                 | Северсталь                 | Северсталь                 | Северсталь                 | Северсталь                 | 2                          |              |          |                                    |                                    |                                    |                                    |                                    |                                    |                                    |                                    |                                    |                                    |   |         |                    |                    |                    |                    |                    |                    |                    |                    |                    |                    |   |          |                      |                      |                      |                      |                      |                      |                      |                      |                      |                      |

## Лучшие бомбардиры плей-офф
| М | Хоккеист             | Клуб       | Игры | Очки | Гол | Пас |
| - | -------------------- | ---------- | ---- | ---- | --- | --- |
| 1 | Роман Червенка       | Авангард   | 20   | 21   | 11  | 10  |
| 2 | Константин Горовиков | ОХК Динамо | 21   | 20   | 6   | 14  |
| 3 | Михаил Анисин        | ОХК Динамо | 21   | 19   | 14  | 5   |

## Четвертьфиналы конференций

### Восток
| 1 марта 2012 17:00 | «Трактор» | 3 : 1 (0:0, 2:1, 1:0) | «Югра» | Ледовая арена «Трактор» Зрителей: 7800 |

| Отчёт                                                           | Отчёт           | Отчёт                      | Отчёт          | Отчёт                                                  |
| --------------------------------------------------------------- | --------------- | -------------------------- | -------------- | ------------------------------------------------------ |
|                                                                 |                 |                            |                |                                                        |
|                                                                 | Майкл Гарнетт   | Вратари                    | Михаил Бирюков | Судьи: Черенков А. , Васильев С. Мисюрь С. , Раминг С. |
|                                                                 | Голы:           |                            |                | Судьи: Черенков А. , Васильев С. Мисюрь С. , Раминг С. |
| Антипов В. (бол.) — 25’50" Чистов С. — 37’05" Попов А. — 41’53" | 1:0 1:1 2:1 3:1 | 33’18" — Хвостов Е. (бол.) |                | Судьи: Черенков А. , Васильев С. Мисюрь С. , Раминг С. |
|                                                                 |                 |                            |                | Судьи: Черенков А. , Васильев С. Мисюрь С. , Раминг С. |
|                                                                 |                 |                            |                | Судьи: Черенков А. , Васильев С. Мисюрь С. , Раминг С. |
|                                                                 |                 |                            |                | Судьи: Черенков А. , Васильев С. Мисюрь С. , Раминг С. |
| 12 мин                                                          | Штраф           | 14 мин                     |                | Судьи: Черенков А. , Васильев С. Мисюрь С. , Раминг С. |
|                                                                 |                 |                            |                |                                                        |
|                                                                 | 52              | Броски                     | 25             |                                                        |

| 2 марта 2012 17:00 | «Трактор» | 2 : 5 (0:1, 2:1, 0:3) | «Югра» | Ледовая арена «Трактор» Зрителей: 7500 |

| Отчёт                                 | Отчёт                       | Отчёт | Отчёт          | Отчёт                                                  |
| ------------------------------------- | --------------------------- | --- | -------------- | ------------------------------------------------------ |
|                                       |                             | |                |                                                        |
|                                       | Майкл Гарнетт               | Вратари | Михаил Бирюков | Судьи: Черенков А. , Васильев С. Мисюрь С. , Раминг С. |
|                                       | Голы:                       | |                | Судьи: Черенков А. , Васильев С. Мисюрь С. , Раминг С. |
| Антипов В. — 21’49" Попов А. — 38’35" | 0:1 1:1 1:2 2:2 2:3 2:4 2:5 | 16’46" — Ситников В. (бол.) 27’23" — Крысанов А. (мен.) 41’41" — Скороходов И. 41’50" — Виделль Л. 50’33" — Демагин С. |                | Судьи: Черенков А. , Васильев С. Мисюрь С. , Раминг С. |
|                                       |                             | |                | Судьи: Черенков А. , Васильев С. Мисюрь С. , Раминг С. |
|                                       |                             | |                | Судьи: Черенков А. , Васильев С. Мисюрь С. , Раминг С. |
|                                       |                             | |                | Судьи: Черенков А. , Васильев С. Мисюрь С. , Раминг С. |
| 39 мин                                | Штраф                       | 10 мин |                | Судьи: Черенков А. , Васильев С. Мисюрь С. , Раминг С. |
|                                       |                             | |                |                                                        |
|                                       | 34                          | Броски | 36             |                                                        |

| 4 марта 2012 15:00 | «Югра» | 6 : 7 (4:2, 2:0, 0:5) | «Трактор» | Арена-Югра Зрителей: 5400 |

| Отчёт | Отчёт                                                                | Отчёт | Отчёт                                                                               | Отчёт                                                 |
| --- | -------------------------------------------------------------------- | --- | ----------------------------------------------------------------------------------- | ----------------------------------------------------- |
| |                                                                      | |                                                                                     |                                                       |
| | Михаил Бирюков (00’00" — 49’11") Эдгарс Масальскис (49’11" — 60’00") | Вратари | Майкл Гарнетт (00’00" — 14’11") Илья Проскуряков (14’11" — 19’32", 19’37" — 60’00") | Судьи: Комаров П. , Раводин А. Батурин А. , Спирин В. |
| | Голы:                                                                | |                                                                                     | Судьи: Комаров П. , Раводин А. Батурин А. , Спирин В. |
| Скороходов И. — 7’26" Демагин С. — 11’37" Алтарёв Д. (бол.) — 14’11" Демагин С. (бол.) — 17’31" Скороходов И. — 25’22" Блохин Е. — 26’03" | 0:1 1:1 2:1 2:2 3:2 4:2 5:2 6:2 6:3 6:4 6:5 6:6 6:7                  | 4’29" — Контиола П. 12’18" — Попов А. 44’57" — Чистов С. (бол.) 47’11" — Антипов В. (бол.) 48’33" — Рябыкин Д. 49’11" — Антипов В. 57’50" — Якуценя М. |                                                                                     | Судьи: Комаров П. , Раводин А. Батурин А. , Спирин В. |
| |                                                                      | |                                                                                     | Судьи: Комаров П. , Раводин А. Батурин А. , Спирин В. |
| |                                                                      | |                                                                                     | Судьи: Комаров П. , Раводин А. Батурин А. , Спирин В. |
| |                                                                      | |                                                                                     | Судьи: Комаров П. , Раводин А. Батурин А. , Спирин В. |
| 12 мин | Штраф                                                                | 10 мин |                                                                                     | Судьи: Комаров П. , Раводин А. Батурин А. , Спирин В. |
| |                                                                      | |                                                                                     |                                                       |
| | 21                                                                   | Броски | 41                                                                                  |                                                       |

| 5 марта 2012 17:00 | «Югра» | 3 : 6 (2:1, 0:3, 1:2) | «Трактор» | Арена-Югра Зрителей: 3700 |

| Отчёт                                                    | Отчёт                                                                | Отчёт | Отчёт         | Отчёт                                                |
| -------------------------------------------------------- | -------------------------------------------------------------------- | --- | ------------- | ---------------------------------------------------- |
|                                                          |                                                                      | |               |                                                      |
|                                                          | Михаил Бирюков (00’00" — 41’03") Эдгарс Масальскис (41’03" — 60’00") | Вратари | Майкл Гарнетт | Судьи: Гофман Р. , Раводин А. Батурин А. , Спирин В. |
|                                                          | Голы:                                                                | |               | Судьи: Гофман Р. , Раводин А. Батурин А. , Спирин В. |
| Беляев М. — 2’33" Демагин С. — 4’49" Демагин С. — 54’31" | 1:0 2:0 2:1 2:2 2:3 2:4 2:5 2:6 3:6                                  | 13’13" — Антипов В. 34’30" — Чистов С. (бол.) 36’01" — Чистов С. 39’29" — Антипов В. (бол.) 40’34" — Булис Я. (бол.) 41’03" — Панов К. (бол.) |               | Судьи: Гофман Р. , Раводин А. Батурин А. , Спирин В. |
|                                                          |                                                                      | |               | Судьи: Гофман Р. , Раводин А. Батурин А. , Спирин В. |
|                                                          |                                                                      | |               | Судьи: Гофман Р. , Раводин А. Батурин А. , Спирин В. |
|                                                          |                                                                      | |               | Судьи: Гофман Р. , Раводин А. Батурин А. , Спирин В. |
| 39 мин                                                   | Штраф                                                                | 22 мин |               | Судьи: Гофман Р. , Раводин А. Батурин А. , Спирин В. |
|                                                          |                                                                      | |               |                                                      |
|                                                          | 23                                                                   | Броски | 28            |                                                      |

| 7 марта 2012 17:00 | «Трактор» | 1 : 0 (0:0, 0:0, 1:0) | «Югра» | Ледовая арена «Трактор» Зрителей: 7500 |

| Отчёт                      | Отчёт         | Отчёт   | Отчёт                               | Отчёт                                                 |
| -------------------------- | ------------- | ------- | ----------------------------------- | ----------------------------------------------------- |
|                            |               |         |                                     |                                                       |
|                            | Майкл Гарнетт | Вратари | Эдгарс Масальскис (00’00" — 58’37") | Судьи: Гусев С. , Кадыров Р. Парфёнов Д. , Томилов В. |
|                            | Голы:         |         |                                     | Судьи: Гусев С. , Кадыров Р. Парфёнов Д. , Томилов В. |
| Антипов В. (бол.) — 51’01" | 1:0           |         |                                     | Судьи: Гусев С. , Кадыров Р. Парфёнов Д. , Томилов В. |
|                            |               |         |                                     | Судьи: Гусев С. , Кадыров Р. Парфёнов Д. , Томилов В. |
|                            |               |         |                                     | Судьи: Гусев С. , Кадыров Р. Парфёнов Д. , Томилов В. |
|                            |               |         |                                     | Судьи: Гусев С. , Кадыров Р. Парфёнов Д. , Томилов В. |
| 8 мин                      | Штраф         | 31 мин  |                                     | Судьи: Гусев С. , Кадыров Р. Парфёнов Д. , Томилов В. |
|                            |               |         |                                     |                                                       |
|                            | 34            | Броски  | 25                                  |                                                       |

| 1 марта 2012 16:00 | «Авангард» | 4 : 2 (3: 0, 0:0, 1:2) | «Амур» | Арена Омск Зрителей: 9737 |

| Отчёт                                                                                  | Отчёт                   | Отчёт                                   | Отчёт           | Отчёт                                                 |
| -------------------------------------------------------------------------------------- | ----------------------- | --------------------------------------- | --------------- | ----------------------------------------------------- |
|                                                                                        |                         |                                         |                 |                                                       |
|                                                                                        | Карри Рамо              | Вратари                                 | Алексей Мурыгин | Судьи: Гофман Р. , Раводин А. Майтак А. , Пронских Е. |
|                                                                                        | Голы:                   |                                         |                 | Судьи: Гофман Р. , Раводин А. Майтак А. , Пронских Е. |
| Салмела А. (бол.) — 10’02" Калинин С. — 10’55" Червенка Р. — 19’08" Фролов А. — 44’22" | 1:0 2:0 3:0 4:0 4:1 4:2 | 48’15" — Шитиков Д. 55’09" — Шитиков Д. |                 | Судьи: Гофман Р. , Раводин А. Майтак А. , Пронских Е. |
|                                                                                        |                         |                                         |                 | Судьи: Гофман Р. , Раводин А. Майтак А. , Пронских Е. |
|                                                                                        |                         |                                         |                 | Судьи: Гофман Р. , Раводин А. Майтак А. , Пронских Е. |
|                                                                                        |                         |                                         |                 | Судьи: Гофман Р. , Раводин А. Майтак А. , Пронских Е. |
| 6 мин                                                                                  | Штраф                   | 16 мин                                  |                 | Судьи: Гофман Р. , Раводин А. Майтак А. , Пронских Е. |
|                                                                                        |                         |                                         |                 |                                                       |
|                                                                                        | 40                      | Броски                                  | 30              |                                                       |

| 2 марта 2012 16:00 | «Авангард» | 4 : 3 (2:2, 0:1, 2:0) | «Амур» | Арена Омск Зрителей: 9510 |

| Отчёт                                                                                    | Отчёт                                                           | Отчёт                                                                     | Отчёт                             | Отчёт                                                 |
| ---------------------------------------------------------------------------------------- | --------------------------------------------------------------- | ------------------------------------------------------------------------- | --------------------------------- | ----------------------------------------------------- |
|                                                                                          |                                                                 |                                                                           |                                   |                                                       |
|                                                                                          | Карри Рамо (00’00" — 07’24") Алексей Кузнецов (07’24" — 60’00") | Вратари                                                                   | Алексей Мурыгин (00’00" — 59’54") | Судьи: Гофман Р. , Раводин А. Майтак А. , Пронских Е. |
|                                                                                          | Голы:                                                           |                                                                           |                                   | Судьи: Гофман Р. , Раводин А. Майтак А. , Пронских Е. |
| Червенка Р. (бол.) — 04’07" Нестеров А. — 13’18" Пережогин А. — 43’28" Попов А. — 58’42" | 0:1 1:1 1:2 2:2 2:3 3:3 4:3                                     | 00’49" — Копейкин А. 07’24" — Осипов А. (бол.) 32’09" — Тарасов Д. (бол.) |                                   | Судьи: Гофман Р. , Раводин А. Майтак А. , Пронских Е. |
|                                                                                          |                                                                 |                                                                           |                                   | Судьи: Гофман Р. , Раводин А. Майтак А. , Пронских Е. |
|                                                                                          |                                                                 |                                                                           |                                   | Судьи: Гофман Р. , Раводин А. Майтак А. , Пронских Е. |
|                                                                                          |                                                                 |                                                                           |                                   | Судьи: Гофман Р. , Раводин А. Майтак А. , Пронских Е. |
| 16 мин                                                                                   | Штраф                                                           | 18 мин                                                                    |                                   | Судьи: Гофман Р. , Раводин А. Майтак А. , Пронских Е. |
|                                                                                          |                                                                 |                                                                           |                                   |                                                       |
|                                                                                          | 49                                                              | Броски                                                                    | 32                                |                                                       |

| 4 марта 2012 10:00 | «Амур» | 2 : 4 (0:0, 2:2, 0:2) | «Авангард» | Платинум Арена Зрителей: 7100 |

| Отчёт                                | Отчёт                                              | Отчёт                                                                                        | Отчёт                                                           | Отчёт                                                     |
| ------------------------------------ | -------------------------------------------------- | -------------------------------------------------------------------------------------------- | --------------------------------------------------------------- | --------------------------------------------------------- |
|                                      |                                                    |                                                                                              |                                                                 |                                                           |
|                                      | Алексей Мурыгин (00’00" — 59’10", 59’41" — 60’00") | Вратари                                                                                      | Алексей Кузнецов (00’00" — 37’10") Карри Рамо (37’10" — 60’00") | Судьи: Буланов В. , Захаров А. Захаренков А. , Морозов С. |
|                                      | Голы:                                              |                                                                                              |                                                                 | Судьи: Буланов В. , Захаров А. Захаренков А. , Морозов С. |
| Лугин Д. — 33’30" Глухов М. — 37’10" | 0:1 0:2 1:2 2:2 2:3 2:4                            | 21’24" — Иванов А. 27’41" — Сёмин Д. (мен.) 43’32" — Нестеров А. 59’41" — Червенка Р. (бол.) |                                                                 | Судьи: Буланов В. , Захаров А. Захаренков А. , Морозов С. |
|                                      |                                                    |                                                                                              |                                                                 | Судьи: Буланов В. , Захаров А. Захаренков А. , Морозов С. |
|                                      |                                                    |                                                                                              |                                                                 | Судьи: Буланов В. , Захаров А. Захаренков А. , Морозов С. |
|                                      |                                                    |                                                                                              |                                                                 | Судьи: Буланов В. , Захаров А. Захаренков А. , Морозов С. |
| 16 мин                               | Штраф                                              | 43 мин                                                                                       |                                                                 | Судьи: Буланов В. , Захаров А. Захаренков А. , Морозов С. |
|                                      |                                                    |                                                                                              |                                                                 |                                                           |
|                                      | 32                                                 | Броски                                                                                       | 31                                                              |                                                           |

| 5 марта 2012 12:00 | «Амур» | 1 : 3 (0:2, 1:1, 0:0) | «Авангард» | Платинум Арена Зрителей: 7100 |

| Отчёт               | Отчёт           | Отчёт                                                        | Отчёт      | Отчёт                                                   |
| ------------------- | --------------- | ------------------------------------------------------------ | ---------- | ------------------------------------------------------- |
|                     |                 |                                                              |            |                                                         |
|                     | Алексей Мурыгин | Вратари                                                      | Карри Рамо | Судьи: Буланов В. , Гусев С. Захаренков А. , Морозов С. |
|                     | Голы:           |                                                              |            | Судьи: Буланов В. , Гусев С. Захаренков А. , Морозов С. |
| Ружичка М. — 21’06" | 0:1 0:2 1:2 1:3 | 06’51" — Пережогин А. 8’59" — Червенка Р. 37’08" — Аверин Е. |            | Судьи: Буланов В. , Гусев С. Захаренков А. , Морозов С. |
|                     |                 |                                                              |            | Судьи: Буланов В. , Гусев С. Захаренков А. , Морозов С. |
|                     |                 |                                                              |            | Судьи: Буланов В. , Гусев С. Захаренков А. , Морозов С. |
|                     |                 |                                                              |            | Судьи: Буланов В. , Гусев С. Захаренков А. , Морозов С. |
| 6 мин               | Штраф           | 4 мин                                                        |            | Судьи: Буланов В. , Гусев С. Захаренков А. , Морозов С. |
|                     |                 |                                                              |            |                                                         |
|                     | 32              | Броски                                                       | 36         |                                                         |

| 1 марта 2012 17:00 | «Металлург» Мг | 3 : 2 (0:0, 2:0, 1:2) | «Барыс» | Арена Металлург Зрителей: 7257 |

| Отчёт                                                                    | Отчёт               | Отчёт                                  | Отчёт                             | Отчёт                                               |
| ------------------------------------------------------------------------ | ------------------- | -------------------------------------- | --------------------------------- | --------------------------------------------------- |
|                                                                          |                     |                                        |                                   |                                                     |
|                                                                          | Ари Ахонен          | Вратари                                | Виталий Еремеев (00’00" — 59’14") | Судьи: Одиньш Э. , Рённ Ю. Парфёнов Д. , Томилов В. |
|                                                                          | Голы:               |                                        |                                   | Судьи: Одиньш Э. , Рённ Ю. Парфёнов Д. , Томилов В. |
| Сушинский М. (бол.) — 36’13" Бут А. (мен.) — 39’40" Бондарев А. — 43’49" | 1:0 2:0 2:1 3:1 3:2 | 42’01" — Пушкарёв К. 53’56" — Крепс К. |                                   | Судьи: Одиньш Э. , Рённ Ю. Парфёнов Д. , Томилов В. |
|                                                                          |                     |                                        |                                   | Судьи: Одиньш Э. , Рённ Ю. Парфёнов Д. , Томилов В. |
|                                                                          |                     |                                        |                                   | Судьи: Одиньш Э. , Рённ Ю. Парфёнов Д. , Томилов В. |
|                                                                          |                     |                                        |                                   | Судьи: Одиньш Э. , Рённ Ю. Парфёнов Д. , Томилов В. |
| 6 мин                                                                    | Штраф               | 2 мин                                  |                                   | Судьи: Одиньш Э. , Рённ Ю. Парфёнов Д. , Томилов В. |
|                                                                          |                     |                                        |                                   |                                                     |
|                                                                          | 22                  | Броски                                 | 34                                |                                                     |

| 2 марта 2012 17:00 | «Металлург» Мг | 1 : 4 (0:1, 1:2, 0:1) | «Барыс» | Арена Металлург Зрителей: 7437 |

| Отчёт                     | Отчёт                                         | Отчёт                                                                                | Отчёт           | Отчёт                                               |
| ------------------------- | --------------------------------------------- | ------------------------------------------------------------------------------------ | --------------- | --------------------------------------------------- |
|                           |                                               |                                                                                      |                 |                                                     |
|                           | Ари Ахонен (00’00" — 58’31", 59’03" — 60’00") | Вратари                                                                              | Виталий Еремеев | Судьи: Одиньш Э. , Рённ Ю. Парфёнов Д. , Томилов В. |
|                           | Голы:                                         |                                                                                      |                 | Судьи: Одиньш Э. , Рённ Ю. Парфёнов Д. , Томилов В. |
| Марков Д. (бол.) — 20’21" | 0:1 1:1 1:2 1:3 1:4                           | 6’54" — Кашпар Л. 24’00" — Гаврилин А. 35’23" — Жайлауов Т. 59’03" — Бойд Д. (п. в.) |                 | Судьи: Одиньш Э. , Рённ Ю. Парфёнов Д. , Томилов В. |
|                           |                                               |                                                                                      |                 | Судьи: Одиньш Э. , Рённ Ю. Парфёнов Д. , Томилов В. |
|                           |                                               |                                                                                      |                 | Судьи: Одиньш Э. , Рённ Ю. Парфёнов Д. , Томилов В. |
|                           |                                               |                                                                                      |                 | Судьи: Одиньш Э. , Рённ Ю. Парфёнов Д. , Томилов В. |
| 6 мин                     | Штраф                                         | 29 мин                                                                               |                 | Судьи: Одиньш Э. , Рённ Ю. Парфёнов Д. , Томилов В. |
|                           |                                               |                                                                                      |                 |                                                     |
|                           | 34                                            | Броски                                                                               | 24              |                                                     |

| 4 марта 2012 15:00 | «Барыс» | 3 : 2 (1:1, 1:0, 1:1) | «Металлург» Мг | Дворец спорта «Казахстан» Зрителей: 4790 |

| Отчёт                                                              | Отчёт               | Отчёт                                           | Отчёт                                         | Отчёт                                                       |
| ------------------------------------------------------------------ | ------------------- | ----------------------------------------------- | --------------------------------------------- | ----------------------------------------------------------- |
|                                                                    |                     |                                                 |                                               |                                                             |
|                                                                    | Виталий Еремеев     | Вратари                                         | Ари Ахонен (00’00" — 56’42", 57’25" — 59’03") | Судьи: Васильев А. , Черенков А. Садовников А. , Сазонов И. |
|                                                                    | Голы:               |                                                 |                                               | Судьи: Васильев А. , Черенков А. Садовников А. , Сазонов И. |
| Доус Н. — 13’54" Гаврилин А. — 34’59" Хатчинсон Э. (бол.) — 50’28" | 0:1 1:1 2:1 3:1 3:2 | 06’08" — Аалтонен Ю. 57’25" — Мозякин С. (бол.) |                                               | Судьи: Васильев А. , Черенков А. Садовников А. , Сазонов И. |
|                                                                    |                     |                                                 |                                               | Судьи: Васильев А. , Черенков А. Садовников А. , Сазонов И. |
|                                                                    |                     |                                                 |                                               | Судьи: Васильев А. , Черенков А. Садовников А. , Сазонов И. |
|                                                                    |                     |                                                 |                                               | Судьи: Васильев А. , Черенков А. Садовников А. , Сазонов И. |
| 10 мин                                                             | Штраф               | 12 мин                                          |                                               | Судьи: Васильев А. , Черенков А. Садовников А. , Сазонов И. |
|                                                                    |                     |                                                 |                                               |                                                             |
|                                                                    | 30                  | Броски                                          | 32                                            |                                                             |

| 5 марта 2012 17:00 | «Барыс» | 4 : 1 (0:1, 2:0, 2:0) | «Металлург» Мг | Дворец спорта «Казахстан» Зрителей: 4790 |

| Отчёт                                                                        | Отчёт               | Отчёт              | Отчёт      | Отчёт                                                    |
| ---------------------------------------------------------------------------- | ------------------- | ------------------ | ---------- | -------------------------------------------------------- |
|                                                                              |                     |                    |            |                                                          |
|                                                                              | Виталий Еремеев     | Вратари            | Ари Ахонен | Судьи: Васильев А. , Щенёв Р. Садовников А. , Сазонов И. |
|                                                                              | Голы:               |                    |            | Судьи: Васильев А. , Щенёв Р. Садовников А. , Сазонов И. |
| Бойд Д. — 25’57" Пушкарёв К. — 28’37" Юнланд Ю. — 52’17" Даллмэн К. — 55’39" | 0:1 1:1 2:1 3:1 4:1 | 10’00" — Марков Д. |            | Судьи: Васильев А. , Щенёв Р. Садовников А. , Сазонов И. |
|                                                                              |                     |                    |            | Судьи: Васильев А. , Щенёв Р. Садовников А. , Сазонов И. |
|                                                                              |                     |                    |            | Судьи: Васильев А. , Щенёв Р. Садовников А. , Сазонов И. |
|                                                                              |                     |                    |            | Судьи: Васильев А. , Щенёв Р. Садовников А. , Сазонов И. |
| 8 мин                                                                        | Штраф               | 10 мин             |            | Судьи: Васильев А. , Щенёв Р. Садовников А. , Сазонов И. |
|                                                                              |                     |                    |            |                                                          |
|                                                                              | 32                  | Броски             | 31         |                                                          |

| 7 марта 2012 17:00 | «Металлург» Мг | 4 : 3 (OT) (0:0, 2:1, 1:2, 1:0) | «Барыс» | Арена Металлург Зрителей: 6519 |

| Отчёт                                                                                   | Отчёт                       | Отчёт                                                            | Отчёт                                              | Отчёт                                                |
| --------------------------------------------------------------------------------------- | --------------------------- | ---------------------------------------------------------------- | -------------------------------------------------- | ---------------------------------------------------- |
|                                                                                         |                             |                                                                  |                                                    |                                                      |
|                                                                                         | Ари Ахонен                  | Вратари                                                          | Виталий Еремеев (00’00" — 58’47", 59’07" — 60’00") | Судьи: Кулаков С. , Захаров А. Сивов Д. , Шелянин С. |
|                                                                                         | Голы:                       |                                                                  |                                                    | Судьи: Кулаков С. , Захаров А. Сивов Д. , Шелянин С. |
| Здунов П. — 26’45" Ролинек Т. — 28’18" Мозякин С. — 49’38" Сушинский М. (бол.) — 61’11" | 1:0 2:0 2:1 3:1 3:2 3:3 4:3 | 30’01" — Кашпар Л. (бол.) 56’50" — Бойд Д. 59’07" — Хатчинсон Э. |                                                    | Судьи: Кулаков С. , Захаров А. Сивов Д. , Шелянин С. |
|                                                                                         |                             |                                                                  |                                                    | Судьи: Кулаков С. , Захаров А. Сивов Д. , Шелянин С. |
|                                                                                         |                             |                                                                  |                                                    | Судьи: Кулаков С. , Захаров А. Сивов Д. , Шелянин С. |
|                                                                                         |                             |                                                                  |                                                    | Судьи: Кулаков С. , Захаров А. Сивов Д. , Шелянин С. |
| 10 мин                                                                                  | Штраф                       | 8 мин                                                            |                                                    | Судьи: Кулаков С. , Захаров А. Сивов Д. , Шелянин С. |
|                                                                                         |                             |                                                                  |                                                    |                                                      |
|                                                                                         | 35                          | Броски                                                           | 38                                                 |                                                      |

| 9 марта 2012 17:00 | «Барыс» | 3 : 4 (ОТ) (2:1, 0:1, 1:1, 0:1) | «Металлург» Мг | Дворец спорта «Казахстан» Зрителей: 4760 |

| Отчёт                                                                  | Отчёт                       | Отчёт                                                                        | Отчёт      | Отчёт                                               |
| ---------------------------------------------------------------------- | --------------------------- | ---------------------------------------------------------------------------- | ---------- | --------------------------------------------------- |
|                                                                        |                             |                                                                              |            |                                                     |
|                                                                        | Виталий Еремеев             | Вратари                                                                      | Ари Ахонен | Судьи: Раводин А. , Гофман Р. Шелянин С. , Сивов Д. |
|                                                                        | Голы:                       |                                                                              |            | Судьи: Раводин А. , Гофман Р. Шелянин С. , Сивов Д. |
| Жайлауов Т. — 05’48" Хатчинсон Э. (бол.) — 14’44" Гаврилин А. — 56’02" | 1:0 2:0 2:1 2:2 2:3 3:3 3:4 | 15’40" — Здунов П. 36’29" — Сушинский М. 54’59" — Бут А. 61’54" — Мозякин С. |            | Судьи: Раводин А. , Гофман Р. Шелянин С. , Сивов Д. |
|                                                                        |                             |                                                                              |            | Судьи: Раводин А. , Гофман Р. Шелянин С. , Сивов Д. |
|                                                                        |                             |                                                                              |            | Судьи: Раводин А. , Гофман Р. Шелянин С. , Сивов Д. |
|                                                                        |                             |                                                                              |            | Судьи: Раводин А. , Гофман Р. Шелянин С. , Сивов Д. |
| 6 мин                                                                  | Штраф                       | 12 мин                                                                       |            | Судьи: Раводин А. , Гофман Р. Шелянин С. , Сивов Д. |
|                                                                        |                             |                                                                              |            |                                                     |
|                                                                        | 34                          | Броски                                                                       | 33         |                                                     |

| 11 марта 2012 17:00 | «Металлург» Мг | 2 : 1 (ОТ) (1:0, 0:1, 0:0, 1:0) | «Барыс» | Арена Металлург Зрителей: 7653 |

| Отчёт                                  | Отчёт       | Отчёт                     | Отчёт           | Отчёт                                              |
| -------------------------------------- | ----------- | ------------------------- | --------------- | -------------------------------------------------- |
|                                        |             |                           |                 |                                                    |
|                                        | Ари Ахонен  | Вратари                   | Виталий Еремеев | Судьи: Буланов В. , Рённ Ю. Бирин В. , Медведев А. |
|                                        | Голы:       |                           |                 | Судьи: Буланов В. , Рённ Ю. Бирин В. , Медведев А. |
| Мозякин С. — 06’34" Марков Д. — 61’42" | 1:0 1:1 2:1 | 28’47" — Кашпар Л. (бол.) |                 | Судьи: Буланов В. , Рённ Ю. Бирин В. , Медведев А. |
|                                        |             |                           |                 | Судьи: Буланов В. , Рённ Ю. Бирин В. , Медведев А. |
|                                        |             |                           |                 | Судьи: Буланов В. , Рённ Ю. Бирин В. , Медведев А. |
|                                        |             |                           |                 | Судьи: Буланов В. , Рённ Ю. Бирин В. , Медведев А. |
| 4 мин                                  | Штраф       | 6 мин                     |                 | Судьи: Буланов В. , Рённ Ю. Бирин В. , Медведев А. |
|                                        |             |                           |                 |                                                    |
|                                        | 39          | Броски                    | 38              |                                                    |

| 1 марта 2012 19:00 | «Ак Барс» | 0 : 3 (0:0, 0:2, 0:1) | «Салават Юлаев» | Татнефть Арена Зрителей: 7100 |

| Отчёт  | Отчёт         | Отчёт                                                             | Отчёт        | Отчёт                                                 |
| ------ | ------------- | ----------------------------------------------------------------- | ------------ | ----------------------------------------------------- |
|        |               |                                                                   |              |                                                       |
|        | Петри Веханен | Вратари                                                           | Эрик Эрсберг | Судьи: Буланов В. , Захаров А. Бирин В. , Медведев А. |
|        | Голы:         |                                                                   |              | Судьи: Буланов В. , Захаров А. Бирин В. , Медведев А. |
|        | 0:1 0:2 0:3   | 24’23" — Прошкин В. 32’59" — Прошкин В. (бол.) 46’08" — Блатяк М. |              | Судьи: Буланов В. , Захаров А. Бирин В. , Медведев А. |
|        |               |                                                                   |              | Судьи: Буланов В. , Захаров А. Бирин В. , Медведев А. |
|        |               |                                                                   |              | Судьи: Буланов В. , Захаров А. Бирин В. , Медведев А. |
|        |               |                                                                   |              | Судьи: Буланов В. , Захаров А. Бирин В. , Медведев А. |
| 24 мин | Штраф         | 16 мин                                                            |              | Судьи: Буланов В. , Захаров А. Бирин В. , Медведев А. |
|        |               |                                                                   |              |                                                       |
|        | 27            | Броски                                                            | 39           |                                                       |

| 2 марта 2012 19:00 | «Ак Барс» | 3 : 2 (ОТ) (1:1, 1:0, 0:1, 1:0) | «Салават Юлаев» | Татнефть Арена Зрителей: 7250 |

| Отчёт                                                      | Отчёт               | Отчёт                                    | Отчёт        | Отчёт                                               |
| ---------------------------------------------------------- | ------------------- | ---------------------------------------- | ------------ | --------------------------------------------------- |
|                                                            |                     |                                          |              |                                                     |
|                                                            | Петри Веханен       | Вратари                                  | Эрик Эрсберг | Судьи: Буланов В. , Гусев С. Бирин В. , Медведев А. |
|                                                            | Голы:               |                                          |              | Судьи: Буланов В. , Гусев С. Бирин В. , Медведев А. |
| Петров К. — 02’31" Морозов А. — 21’26" Капанен Н. — 60’48" | 1:0 1:1 2:1 2:2 3:2 | 18’00" — Прошкин В. 41’10" — Сапрыкин О. |              | Судьи: Буланов В. , Гусев С. Бирин В. , Медведев А. |
|                                                            |                     |                                          |              | Судьи: Буланов В. , Гусев С. Бирин В. , Медведев А. |
|                                                            |                     |                                          |              | Судьи: Буланов В. , Гусев С. Бирин В. , Медведев А. |
|                                                            |                     |                                          |              | Судьи: Буланов В. , Гусев С. Бирин В. , Медведев А. |
| 8 мин                                                      | Штраф               | 12 мин                                   |              | Судьи: Буланов В. , Гусев С. Бирин В. , Медведев А. |
|                                                            |                     |                                          |              |                                                     |
|                                                            | 30                  | Броски                                   | 41           |                                                     |

| 4 марта 2012 15:00 | «Салават Юлаев» | 3 : 4 (ОТ) (0:0, 1:1, 2:2, 0:1) | «Ак Барс» | Уфа-Арена Зрителей: 7950 |

| Отчёт                                                                        | Отчёт                                           | Отчёт                                                                                                | Отчёт         | Отчёт                                            |
| ---------------------------------------------------------------------------- | ----------------------------------------------- | --- | ------------- | ------------------------------------------------ |
|                                                                              |                                                 | |               |                                                  |
|                                                                              | Эрик Эрсберг (00’00" — 58’58", 59’07" — 68’12") | Вратари                                                                                              | Петри Веханен | Судьи: Одиньш Э. , Рённ Ю. Шелянин С. , Сивов Д. |
|                                                                              | Голы:                                           | |               | Судьи: Одиньш Э. , Рённ Ю. Шелянин С. , Сивов Д. |
| Козлов В. — 29’13" Накладал Я. (бол.) — 49’19" Григоренко И. (бол.) — 59’07" | 1:0 1:1 1:2 2:2 2:3 3:3 3:4                     | 39’28" — Никулин И. (бол.) 42’38" — Морозов А. (бол.) 52’51" — Морозов А. (бол.) 68’12" — Зарипов Д. |               | Судьи: Одиньш Э. , Рённ Ю. Шелянин С. , Сивов Д. |
|                                                                              |                                                 | |               | Судьи: Одиньш Э. , Рённ Ю. Шелянин С. , Сивов Д. |
|                                                                              |                                                 | |               | Судьи: Одиньш Э. , Рённ Ю. Шелянин С. , Сивов Д. |
|                                                                              |                                                 | |               | Судьи: Одиньш Э. , Рённ Ю. Шелянин С. , Сивов Д. |
| 39 мин                                                                       | Штраф                                           | 18 мин                                                                                               |               | Судьи: Одиньш Э. , Рённ Ю. Шелянин С. , Сивов Д. |
|                                                                              |                                                 | |               |                                                  |
|                                                                              | 43                                              | Броски                                                                                               | 33            |                                                  |

| 5 марта 2012 17:00 | «Салават Юлаев» | 0 : 3 (0:1, 0:1, 0:1) | «Ак Барс» | Уфа-Арена Зрителей: 7950 |

| Отчёт  | Отчёт                                                            | Отчёт                                                               | Отчёт         | Отчёт                                            |
| ------ | ---------------------------------------------------------------- | ------------------------------------------------------------------- | ------------- | ------------------------------------------------ |
|        |                                                                  |                                                                     |               |                                                  |
|        | Эрик Эрсберг (00’00" — 57’17", 57’35" — 58’47", 59’34" — 60’00") | Вратари                                                             | Петри Веханен | Судьи: Одиньш Э. , Рённ Ю. Шелянин С. , Сивов Д. |
|        | Голы:                                                            |                                                                     |               | Судьи: Одиньш Э. , Рённ Ю. Шелянин С. , Сивов Д. |
|        | 0:1 0:2 0:3                                                      | 09’02" — Лукоянов А. 36’03" — Страка Й. 59’34" — Морозов А. (п. в.) |               | Судьи: Одиньш Э. , Рённ Ю. Шелянин С. , Сивов Д. |
|        |                                                                  |                                                                     |               | Судьи: Одиньш Э. , Рённ Ю. Шелянин С. , Сивов Д. |
|        |                                                                  |                                                                     |               | Судьи: Одиньш Э. , Рённ Ю. Шелянин С. , Сивов Д. |
|        |                                                                  |                                                                     |               | Судьи: Одиньш Э. , Рённ Ю. Шелянин С. , Сивов Д. |
| 12 мин | Штраф                                                            | 16 мин                                                              |               | Судьи: Одиньш Э. , Рённ Ю. Шелянин С. , Сивов Д. |
|        |                                                                  |                                                                     |               |                                                  |
|        | 40                                                               | Броски                                                              | 21            |                                                  |

| 7 марта 2012 19:00 | «Ак Барс» | 1 : 2 (1:1, 0:0, 0:1) | «Салават Юлаев» | Татнефть Арена Зрителей: 7750 |

| Отчёт                 | Отчёт         | Отчёт                                                 | Отчёт        | Отчёт                                                      |
| --------------------- | ------------- | ----------------------------------------------------- | ------------ | ---------------------------------------------------------- |
|                       |               |                                                       |              |                                                            |
|                       | Петри Веханен | Вратари                                               | Эрик Эрсберг | Судьи: Раводин А. , Гофман Р. Сироткин А. , Метальников Э. |
|                       | Голы:         |                                                       |              | Судьи: Раводин А. , Гофман Р. Сироткин А. , Метальников Э. |
| Терещенко А. — 09’45" | 0:1 1:1 1:2   | 01’46" — Свитов А. (бол.) 49’17" — Зиновьев С. (бол.) |              | Судьи: Раводин А. , Гофман Р. Сироткин А. , Метальников Э. |
|                       |               |                                                       |              | Судьи: Раводин А. , Гофман Р. Сироткин А. , Метальников Э. |
|                       |               |                                                       |              | Судьи: Раводин А. , Гофман Р. Сироткин А. , Метальников Э. |
|                       |               |                                                       |              | Судьи: Раводин А. , Гофман Р. Сироткин А. , Метальников Э. |
| 29 мин                | Штраф         | 6 мин                                                 |              | Судьи: Раводин А. , Гофман Р. Сироткин А. , Метальников Э. |
|                       |               |                                                       |              |                                                            |
|                       | 25            | Броски                                                | 31           |                                                            |

| 9 марта 2012 15:00 | «Салават Юлаев» | 2 : 3 (0:2, 2:0, 0:1) | «Ак Барс» | Уфа-Арена Зрителей: 7950 |

| Отчёт                                       | Отчёт               | Отчёт                                                            | Отчёт         | Отчёт                                                  |
| ------------------------------------------- | ------------------- | ---------------------------------------------------------------- | ------------- | ------------------------------------------------------ |
|                                             |                     |                                                                  |               |                                                        |
|                                             | Эрик Эрсберг        | Вратари                                                          | Петри Веханен | Судьи: Захаров А. , Кулаков С. Морозов С. , Сазонов И. |
|                                             | Голы:               |                                                                  |               | Судьи: Захаров А. , Кулаков С. Морозов С. , Сазонов И. |
| Пильстрём А. — 22’13" Таратухин А. — 38’29" | 0:1 0:2 1:2 2:2 2:3 | 03’29" — Бодров Е. 09’38" — Петров К. (бол.) 48’10" — Корнеев К. |               | Судьи: Захаров А. , Кулаков С. Морозов С. , Сазонов И. |
|                                             |                     |                                                                  |               | Судьи: Захаров А. , Кулаков С. Морозов С. , Сазонов И. |
|                                             |                     |                                                                  |               | Судьи: Захаров А. , Кулаков С. Морозов С. , Сазонов И. |
|                                             |                     |                                                                  |               | Судьи: Захаров А. , Кулаков С. Морозов С. , Сазонов И. |
| 10 мин                                      | Штраф               | 12 мин                                                           |               | Судьи: Захаров А. , Кулаков С. Морозов С. , Сазонов И. |
|                                             |                     |                                                                  |               |                                                        |
|                                             | 47                  | Броски                                                           | 28            |                                                        |

### Запад
| 29 февраля 2012 19:00 | СКА | 4 : 1 (2:1, 1:0, 1:0) | ЦСКА | СКК «Ледовый Дворец» Зрителей: 11 400 |

| Отчёт                                                                                              | Отчёт               | Отчёт            | Отчёт           | Отчёт                                              |
| -------------------------------------------------------------------------------------------------- | ------------------- | ---------------- | --------------- | -------------------------------------------------- |
| |                     |                  |                 |                                                    |
| | Якуб Штепанек       | Вратари          | Растислав Станя | Судьи: Белов А. , Оленин К. Михель А. , Шиханов Р. |
| | Голы:               |                  |                 | Судьи: Белов А. , Оленин К. Михель А. , Шиханов Р. |
| Кучерявенко А — 06’55" Непряев И. — 11’10" Артюхин Е. (бол.) — 33’27" Тарасенко В. (мен.) — 55’18" | 1:0 2:0 2:1 3:1 4:1 | 33’27" — Яшин А. |                 | Судьи: Белов А. , Оленин К. Михель А. , Шиханов Р. |
| |                     |                  |                 | Судьи: Белов А. , Оленин К. Михель А. , Шиханов Р. |
| |                     |                  |                 | Судьи: Белов А. , Оленин К. Михель А. , Шиханов Р. |
| |                     |                  |                 | Судьи: Белов А. , Оленин К. Михель А. , Шиханов Р. |
| 24 мин                                                                                             | Штраф               | 16 мин           |                 | Судьи: Белов А. , Оленин К. Михель А. , Шиханов Р. |
| |                     |                  |                 |                                                    |
| | 33                  | Броски           | 17              |                                                    |

| 1 марта 2012 19:00 | СКА | 7 : 1 (2:1, 3:0, 2:0) | ЦСКА | СКК «Ледовый Дворец» Зрителей: 11 300 |

| Отчёт | Отчёт                           | Отчёт              | Отчёт                                                                 | Отчёт                                              |
| --- | ------------------------------- | ------------------ | --------------------------------------------------------------------- | -------------------------------------------------- |
| |                                 |                    |                                                                       |                                                    |
| | Якуб Штепанек                   | Вратари            | Растислав Станя (00’00" — 02’10") Сергей Гайдученко (02’10" — 60’00") | Судьи: Белов А. , Оленин К. Михель А. , Шиханов Р. |
| | Голы:                           |                    |                                                                       | Судьи: Белов А. , Оленин К. Михель А. , Шиханов Р. |
| Пруха П. — 00’23" Фёдоров Ф. — 02’10" Тарасенко В. (бол.) — 35’12" Кольцов К. — 36’04" Фёдоров Ф. (бол.) — 39’58" Калинин Д. (бол.) — 58’35" Кучерявенко А. — 58’43" | 1:0 2:0 2:1 3:1 4:1 5:1 6:1 7:1 | 05’17" — Буцаев Ю. |                                                                       | Судьи: Белов А. , Оленин К. Михель А. , Шиханов Р. |
| |                                 |                    |                                                                       | Судьи: Белов А. , Оленин К. Михель А. , Шиханов Р. |
| |                                 |                    |                                                                       | Судьи: Белов А. , Оленин К. Михель А. , Шиханов Р. |
| |                                 |                    |                                                                       | Судьи: Белов А. , Оленин К. Михель А. , Шиханов Р. |
| 43 мин | Штраф                           | 53 мин             |                                                                       | Судьи: Белов А. , Оленин К. Михель А. , Шиханов Р. |
| |                                 |                    |                                                                       |                                                    |
| | 29                              | Броски             | 22                                                                    |                                                    |

| 3 марта 2012 13:00 | ЦСКА | 3 : 2 (ОТ) (1:2, 1:0, 0:0, 1:0) | СКА | Ледовый дворец спорта ЦСКА Зрителей: 3800 |

| Отчёт                                                              | Отчёт               | Отчёт                                     | Отчёт         | Отчёт                                                   |
| ------------------------------------------------------------------ | ------------------- | ----------------------------------------- | ------------- | ------------------------------------------------------- |
|                                                                    |                     |                                           |               |                                                         |
|                                                                    | Растислав Станя     | Вратари                                   | Якуб Штепанек | Судьи: Кулаков С. , Кадыров Р. Горденко К. , Путилин А. |
|                                                                    | Голы:               |                                           |               | Судьи: Кулаков С. , Кадыров Р. Горденко К. , Путилин А. |
| Андронов С. — 16’40" Перссон Н. (бол.) — 29’12" Паршин Д. — 65’49" | 0:1 0:2 1:2 2:2 3:2 | 09’32" — Непряев И. 13’34" — Тарасенко В. |               | Судьи: Кулаков С. , Кадыров Р. Горденко К. , Путилин А. |
|                                                                    |                     |                                           |               | Судьи: Кулаков С. , Кадыров Р. Горденко К. , Путилин А. |
|                                                                    |                     |                                           |               | Судьи: Кулаков С. , Кадыров Р. Горденко К. , Путилин А. |
|                                                                    |                     |                                           |               | Судьи: Кулаков С. , Кадыров Р. Горденко К. , Путилин А. |
| 22 мин                                                             | Штраф               | 12 мин                                    |               | Судьи: Кулаков С. , Кадыров Р. Горденко К. , Путилин А. |
|                                                                    |                     |                                           |               |                                                         |
|                                                                    | 29                  | Броски                                    | 31            |                                                         |

| 4 марта 2012 15:00 | ЦСКА | 1 : 2 (ОТ) (0:0, 1:1, 0:0, 0:1) | СКА | Ледовый дворец спорта ЦСКА Зрителей: 3269 |

| Отчёт               | Отчёт           | Отчёт                                             | Отчёт     | Отчёт                                                   |
| ------------------- | --------------- | ------------------------------------------------- | --------- | ------------------------------------------------------- |
|                     |                 |                                                   |           |                                                         |
|                     | Растислав Станя | Вратари                                           | Ежов Илья | Судьи: Балушка В. , Кадыров Р. Горденко К. , Путилин А. |
|                     | Голы:           |                                                   |           | Судьи: Балушка В. , Кадыров Р. Горденко К. , Путилин А. |
| Широков С. — 38’55" | 0:1 1:1 1:2     | 24’07" — Калинин Д. (бол.) 61’43" — Афиногенов М. |           | Судьи: Балушка В. , Кадыров Р. Горденко К. , Путилин А. |
|                     |                 |                                                   |           | Судьи: Балушка В. , Кадыров Р. Горденко К. , Путилин А. |
|                     |                 |                                                   |           | Судьи: Балушка В. , Кадыров Р. Горденко К. , Путилин А. |
|                     |                 |                                                   |           | Судьи: Балушка В. , Кадыров Р. Горденко К. , Путилин А. |
| 12 мин              | Штраф           | 16 мин                                            |           | Судьи: Балушка В. , Кадыров Р. Горденко К. , Путилин А. |
|                     |                 |                                                   |           |                                                         |
|                     | 23              | Броски                                            | 34        |                                                         |

| 6 марта 2012 19:00 | СКА | 5 : 0 (3:0, 1:0, 1:0) | ЦСКА | СКК «Ледовый Дворец» Зрителей: 11 300 |

| Отчёт | Отчёт               | Отчёт   | Отчёт                                                                 | Отчёт                                                    |
| --- | ------------------- | ------- | --------------------------------------------------------------------- | -------------------------------------------------------- |
| |                     |         |                                                                       |                                                          |
| | Якуб Штепанек       | Вратари | Растислав Станя (00’00" — 13’13") Сергей Гайдученко (13’13" — 60’00") | Судьи: Анисимов А. , Карабанов С. Дедюля И. , Тарасов Д. |
| | Голы:               |         |                                                                       | Судьи: Анисимов А. , Карабанов С. Дедюля И. , Тарасов Д. |
| Калинин Д. (бол.) — 02’34" Афиногенов М. — 09’54" Вейнхандль М. (мен.) — 13’13" Кучерявенко А. — 38’54" Первышин А. (бол.) — 58’11" | 1:0 2:0 3:0 4:0 5:0 |         |                                                                       | Судьи: Анисимов А. , Карабанов С. Дедюля И. , Тарасов Д. |
| |                     |         |                                                                       | Судьи: Анисимов А. , Карабанов С. Дедюля И. , Тарасов Д. |
| |                     |         |                                                                       | Судьи: Анисимов А. , Карабанов С. Дедюля И. , Тарасов Д. |
| |                     |         |                                                                       | Судьи: Анисимов А. , Карабанов С. Дедюля И. , Тарасов Д. |
| 14 мин | Штраф               | 60 мин  |                                                                       | Судьи: Анисимов А. , Карабанов С. Дедюля И. , Тарасов Д. |
| |                     |         |                                                                       |                                                          |
| | 32                  | Броски  | 14                                                                    |                                                          |

| 29 февраля 2012 19:00 | «Торпедо» | 7 : 3 (2:1, 3:2, 2:0) | «Динамо» Рига | Нагорный дворец спорта профсоюзов Зрителей: 5600 |

| Отчёт | Отчёт                                   | Отчёт                                                              | Отчёт          | Отчёт                                                   |
| --- | --------------------------------------- | ------------------------------------------------------------------ | -------------- | ------------------------------------------------------- |
| |                                         |                                                                    |                |                                                         |
| | Виталий Коваль                          | Вратари                                                            | Кристофер Холт | Судьи: Анисимов А. , Карабанов С. Шелянин С. , Сивов Д. |
| | Голы:                                   |                                                                    |                | Судьи: Анисимов А. , Карабанов С. Шелянин С. , Сивов Д. |
| Крикунов И. — 03’25" Макаров Д. (бол.) — 15’23" Варнаков М. — 21’17" Петров А. (бол.) — 33’10" Варнаков М. (бол.) — 38’15" Хиетанен Ю. — 54’16" Варнаков М. — 56’15" | 1:0 1:1 2:1 3:1 3:2 4:2 4:3 5:3 6:3 7:3 | 08’08" — Редлихс М. 26’25" — Спруктс Я. (бол.) 36’27" — Карсумс М. |                | Судьи: Анисимов А. , Карабанов С. Шелянин С. , Сивов Д. |
| |                                         |                                                                    |                | Судьи: Анисимов А. , Карабанов С. Шелянин С. , Сивов Д. |
| |                                         |                                                                    |                | Судьи: Анисимов А. , Карабанов С. Шелянин С. , Сивов Д. |
| |                                         |                                                                    |                | Судьи: Анисимов А. , Карабанов С. Шелянин С. , Сивов Д. |
| 35 мин | Штраф                                   | 14 мин                                                             |                | Судьи: Анисимов А. , Карабанов С. Шелянин С. , Сивов Д. |
| |                                         |                                                                    |                |                                                         |
| | 24                                      | Броски                                                             | 28             |                                                         |

| 1 марта 2012 19:00 | «Торпедо» | 1 : 2 (ОТ) (0:0, 1:0, 0:1, 0:1) | «Динамо» Рига | Нагорный дворец спорта профсоюзов Зрителей: 5600 |

| Отчёт               | Отчёт          | Отчёт                                          | Отчёт          | Отчёт                                                   |
| ------------------- | -------------- | ---------------------------------------------- | -------------- | ------------------------------------------------------- |
|                     |                |                                                |                |                                                         |
|                     | Виталий Коваль | Вратари                                        | Кристофер Холт | Судьи: Бутурлин М. , Карабанов С. Шелянин С. , Сивов Д. |
|                     | Голы:          |                                                |                | Судьи: Бутурлин М. , Карабанов С. Шелянин С. , Сивов Д. |
| Галузин В. — 25’40" | 1:0 1:1 1:2    | 55’49" — Спруктс Я. (бол.) 64’52" — Редлихс М. |                | Судьи: Бутурлин М. , Карабанов С. Шелянин С. , Сивов Д. |
|                     |                |                                                |                | Судьи: Бутурлин М. , Карабанов С. Шелянин С. , Сивов Д. |
|                     |                |                                                |                | Судьи: Бутурлин М. , Карабанов С. Шелянин С. , Сивов Д. |
|                     |                |                                                |                | Судьи: Бутурлин М. , Карабанов С. Шелянин С. , Сивов Д. |
| 4 мин               | Штраф          | 4 мин                                          |                | Судьи: Бутурлин М. , Карабанов С. Шелянин С. , Сивов Д. |
|                     |                |                                                |                |                                                         |
|                     | 21             | Броски                                         | 42             |                                                         |

| 3 марта 2012 19:00 | «Динамо» Рига | 4 : 3 (2ОТ) (1:2, 2:1, 0:0, 0:0, 1:0) | «Торпедо» | Арена Рига Зрителей: 10 730 |

| Отчёт                                                                                        | Отчёт                                                          | Отчёт                                                       | Отчёт          | Отчёт                                                    |
| -------------------------------------------------------------------------------------------- | -------------------------------------------------------------- | ----------------------------------------------------------- | -------------- | -------------------------------------------------------- |
|                                                                                              |                                                                |                                                             |                |                                                          |
|                                                                                              | Кристофер Холт (00’00" — 44’18") Марис Ючерс (44’18" — 93’03") | Вратари                                                     | Виталий Коваль | Судьи: Гашилов В. , Деев Я. Метальников Э. , Сироткин А. |
|                                                                                              | Голы:                                                          |                                                             |                | Судьи: Гашилов В. , Деев Я. Метальников Э. , Сироткин А. |
| Редлихс К. (бол.) — 04’47" Анкипанс Г. (мен.) — 27’20" Хосса М. — 35’37" Спруктс Я. — 93’03" | 0:1 1:1 1:2 1:3 2:3 3:3 4:3                                    | 01’23" — Крикунов И. 09’13" — Веске Р. 24’25" — Варнаков М. |                | Судьи: Гашилов В. , Деев Я. Метальников Э. , Сироткин А. |
|                                                                                              |                                                                |                                                             |                | Судьи: Гашилов В. , Деев Я. Метальников Э. , Сироткин А. |
|                                                                                              |                                                                |                                                             |                | Судьи: Гашилов В. , Деев Я. Метальников Э. , Сироткин А. |
|                                                                                              |                                                                |                                                             |                | Судьи: Гашилов В. , Деев Я. Метальников Э. , Сироткин А. |
| 29 мин                                                                                       | Штраф                                                          | 12 мин                                                      |                | Судьи: Гашилов В. , Деев Я. Метальников Э. , Сироткин А. |
|                                                                                              |                                                                |                                                             |                |                                                          |
|                                                                                              | 61                                                             | Броски                                                      | 40             |                                                          |

| 4 марта 2012 19:00 | «Динамо» Рига | 1 : 4 (0:2, 1:2, 0:0) | «Торпедо» | Арена Рига Зрителей: 9030 |

| Отчёт                | Отчёт               | Отчёт                                                                              | Отчёт          | Отчёт                                                        |
| -------------------- | ------------------- | ---------------------------------------------------------------------------------- | -------------- | ------------------------------------------------------------ |
|                      |                     |                                                                                    |                |                                                              |
|                      | Марис Ючерс         | Вратари                                                                            | Виталий Коваль | Судьи: Гашилов В. , Ромасько Е. Метальников Э. , Сироткин А. |
|                      | Голы:               |                                                                                    |                | Судьи: Гашилов В. , Ромасько Е. Метальников Э. , Сироткин А. |
| Озолиньш С. — 38’46" | 0:1 0:2 0:3 0:4 1:4 | 05’27" — Хиетанен Ю. 13’25" — Макаров Д. 21’23" — Тёрнберг М. 24’46" — Хиршовиц К. |                | Судьи: Гашилов В. , Ромасько Е. Метальников Э. , Сироткин А. |
|                      |                     |                                                                                    |                | Судьи: Гашилов В. , Ромасько Е. Метальников Э. , Сироткин А. |
|                      |                     |                                                                                    |                | Судьи: Гашилов В. , Ромасько Е. Метальников Э. , Сироткин А. |
|                      |                     |                                                                                    |                | Судьи: Гашилов В. , Ромасько Е. Метальников Э. , Сироткин А. |
| 20 мин               | Штраф               | 20 мин                                                                             |                | Судьи: Гашилов В. , Ромасько Е. Метальников Э. , Сироткин А. |
|                      |                     |                                                                                    |                |                                                              |
|                      | 27                  | Броски                                                                             | 20             |                                                              |

| 6 марта 2012 19:00 | «Торпедо» | 4 : 3 (3:2, 1:0, 0:1) | «Динамо» Рига | Нагорный дворец спорта профсоюзов Зрителей: 5600 |

| Отчёт                                                                                             | Отчёт                       | Отчёт                                                                    | Отчёт                         | Отчёт                                              |
| ------------------------------------------------------------------------------------------------- | --------------------------- | ------------------------------------------------------------------------ | ----------------------------- | -------------------------------------------------- |
|                                                                                                   |                             |                                                                          |                               |                                                    |
|                                                                                                   | Виталий Коваль              | Вратари                                                                  | Марис Ючерс (00’00" — 59’33") | Судьи: Оленин К. , Белов А. Михель А. , Шиханов Р. |
|                                                                                                   | Голы:                       |                                                                          |                               | Судьи: Оленин К. , Белов А. Михель А. , Шиханов Р. |
| Хиетанен Ю. (бол.) — 02’29" Горбунов В. — 09’33" Крикунов И. — 19’59" Варнаков М. (бол.) — 35’51" | 1:0 1:1 2:1 2:2 3:2 4:2 4:3 | 04’05" — Хосса М. 13’54" — Лусениус Н. (бол.) 56’40" — Спруктс Я. (бол.) |                               | Судьи: Оленин К. , Белов А. Михель А. , Шиханов Р. |
|                                                                                                   |                             |                                                                          |                               | Судьи: Оленин К. , Белов А. Михель А. , Шиханов Р. |
|                                                                                                   |                             |                                                                          |                               | Судьи: Оленин К. , Белов А. Михель А. , Шиханов Р. |
|                                                                                                   |                             |                                                                          |                               | Судьи: Оленин К. , Белов А. Михель А. , Шиханов Р. |
| 8 мин                                                                                             | Штраф                       | 8 мин                                                                    |                               | Судьи: Оленин К. , Белов А. Михель А. , Шиханов Р. |
|                                                                                                   |                             |                                                                          |                               |                                                    |
|                                                                                                   | 20                          | Броски                                                                   | 33                            |                                                    |

| 8 марта 2012 21:30 | «Динамо» Рига | 3 : 1 (0:0, 1:1, 2:0) | «Торпедо» | Арена Рига Зрителей: 6650 |

| Отчёт                                                             | Отчёт           | Отчёт                       | Отчёт                                             | Отчёт                                              |
| ----------------------------------------------------------------- | --------------- | --------------------------- | ------------------------------------------------- | -------------------------------------------------- |
|                                                                   |                 |                             |                                                   |                                                    |
|                                                                   | Кристофер Холт  | Вратари                     | Виталий Коваль (00’00" — 58’34", 58’56" — 59’08") | Судьи: Буланов В. , Рённ Ю. Бирин В. , Медведев А. |
|                                                                   | Голы:           |                             |                                                   | Судьи: Буланов В. , Рённ Ю. Бирин В. , Медведев А. |
| Редлихс Е. — 24’59" Спруктс Я. — 45’14" Хосса М. (п. в.) — 58’56" | 1:0 1:1 2:1 3:1 | 35’05" — Крикунов И. (бол.) |                                                   | Судьи: Буланов В. , Рённ Ю. Бирин В. , Медведев А. |
|                                                                   |                 |                             |                                                   | Судьи: Буланов В. , Рённ Ю. Бирин В. , Медведев А. |
|                                                                   |                 |                             |                                                   | Судьи: Буланов В. , Рённ Ю. Бирин В. , Медведев А. |
|                                                                   |                 |                             |                                                   | Судьи: Буланов В. , Рённ Ю. Бирин В. , Медведев А. |
| 10 мин                                                            | Штраф           | 10 мин                      |                                                   | Судьи: Буланов В. , Рённ Ю. Бирин В. , Медведев А. |
|                                                                   |                 |                             |                                                   |                                                    |
|                                                                   | 29              | Броски                      | 27                                                |                                                    |

| 10 марта 2012 19:00 | «Торпедо» | 2 : 0 (1:0, 0:0, 1:0) | «Динамо» Рига | Нагорный дворец спорта профсоюзов Зрителей: 5600 |

| Отчёт                                                           | Отчёт          | Отчёт   | Отчёт                                       | Отчёт                                                 |
| --------------------------------------------------------------- | -------------- | ------- | ------------------------------------------- | ----------------------------------------------------- |
|                                                                 |                |         |                                             |                                                       |
|                                                                 | Виталий Коваль | Вратари | Крис Холт (0’00" — 58’50", 59’36" — 60’00") | Судьи: Кадыров Р. , Гусев С. Горденко К. , Томилов В. |
|                                                                 | Голы:          |         |                                             | Судьи: Кадыров Р. , Гусев С. Горденко К. , Томилов В. |
| Зайнуллин Р. (мен.) — 05’11" Варнаков М. (мен., п. в.) — 59’36" | 1:0 2:0        |         |                                             | Судьи: Кадыров Р. , Гусев С. Горденко К. , Томилов В. |
|                                                                 |                |         |                                             | Судьи: Кадыров Р. , Гусев С. Горденко К. , Томилов В. |
|                                                                 |                |         |                                             | Судьи: Кадыров Р. , Гусев С. Горденко К. , Томилов В. |
|                                                                 |                |         |                                             | Судьи: Кадыров Р. , Гусев С. Горденко К. , Томилов В. |
| 4 мин                                                           | Штраф          | 4 мин   |                                             | Судьи: Кадыров Р. , Гусев С. Горденко К. , Томилов В. |
|                                                                 |                |         |                                             |                                                       |
|                                                                 | 25             | Броски  | 34                                          |                                                       |

| 29 февраля 2012 19:30 | ОХК «Динамо» | 2 : 1 (ОТ) (0:0, 0:0, 1:1, 1:0) | «Динамо» Минск | МСА «Лужники» Зрителей: 5700 |

| Отчёт                                 | Отчёт              | Отчёт                         | Отчёт       | Отчёт                                                  |
| ------------------------------------- | ------------------ | ----------------------------- | ----------- | ------------------------------------------------------ |
|                                       |                    |                               |             |                                                        |
|                                       | Александр Ерёменко | Вратари                       | Ларс Хауген | Судьи: Гашилов В. , Ромасько Е. Алёшин П. , Лазарев Г. |
|                                       | Голы:              |                               |             | Судьи: Гашилов В. , Ромасько Е. Алёшин П. , Лазарев Г. |
| Новак Ф. — 52’17" Горохов И. — 62’31" | 0:1 1:1 2:1        | 46’36" — Подградски П. (бол.) |             | Судьи: Гашилов В. , Ромасько Е. Алёшин П. , Лазарев Г. |
|                                       |                    |                               |             | Судьи: Гашилов В. , Ромасько Е. Алёшин П. , Лазарев Г. |
|                                       |                    |                               |             | Судьи: Гашилов В. , Ромасько Е. Алёшин П. , Лазарев Г. |
|                                       |                    |                               |             | Судьи: Гашилов В. , Ромасько Е. Алёшин П. , Лазарев Г. |
| 33 мин                                | Штраф              | 14 мин                        |             | Судьи: Гашилов В. , Ромасько Е. Алёшин П. , Лазарев Г. |
|                                       |                    |                               |             |                                                        |
|                                       | 37                 | Броски                        | 21          |                                                        |

| 1 марта 2012 19:30 | ОХК «Динамо» | 2 : 0 (0:0, 2:0, 0:0) | «Динамо» Минск | МСА «Лужники» Зрителей: 4900 |

| Отчёт                                        | Отчёт              | Отчёт   | Отчёт                                          | Отчёт                                                  |
| -------------------------------------------- | ------------------ | ------- | ---------------------------------------------- | ------------------------------------------------------ |
|                                              |                    |         |                                                |                                                        |
|                                              | Александр Ерёменко | Вратари | Ларс Хауген (00’00" — 59’23", 59’49" — 60’00") | Судьи: Гашилов В. , Ромасько Е. Алёшин П. , Лазарев Г. |
|                                              | Голы:              |         |                                                | Судьи: Гашилов В. , Ромасько Е. Алёшин П. , Лазарев Г. |
| Анисин М. — 32’09" Анисин М. (бол.) — 34’43" | 1:0 2:0            |         |                                                | Судьи: Гашилов В. , Ромасько Е. Алёшин П. , Лазарев Г. |
|                                              |                    |         |                                                | Судьи: Гашилов В. , Ромасько Е. Алёшин П. , Лазарев Г. |
|                                              |                    |         |                                                | Судьи: Гашилов В. , Ромасько Е. Алёшин П. , Лазарев Г. |
|                                              |                    |         |                                                | Судьи: Гашилов В. , Ромасько Е. Алёшин П. , Лазарев Г. |
| 10 мин                                       | Штраф              | 10 мин  |                                                | Судьи: Гашилов В. , Ромасько Е. Алёшин П. , Лазарев Г. |
|                                              |                    |         |                                                |                                                        |
|                                              | 25                 | Броски  | 24                                             |                                                        |

| 3 марта 2012 18:00 | «Динамо» Минск | 2 : 4 (0:3, 1:1, 1:0) | ОХК «Динамо» | Бобруйск-Арена Зрителей: 6290 |

| Отчёт                                              | Отчёт                   | Отчёт                                                                                                | Отчёт              | Отчёт                                              |
| -------------------------------------------------- | ----------------------- | --- | ------------------ | -------------------------------------------------- |
|                                                    |                         | |                    |                                                    |
|                                                    | Андрей Мезин            | Вратари                                                                                              | Александр Ерёменко | Судьи: Белов А. , Оленин К. Михель А. , Шиханов Р. |
|                                                    | Голы:                   | |                    | Судьи: Белов А. , Оленин К. Михель А. , Шиханов Р. |
| Стась А. (бол.) — 27’22" Плэтт Дж. (мен.) — 42’36" | 0:1 0:2 0:3 1:3 1:4 2:4 | 04’16" — Горохов И. (бол.) 06’28" — Анисин М. (бол.) 11’38" — Горовиков К. (бол.) 35’40" — Анисин М. |                    | Судьи: Белов А. , Оленин К. Михель А. , Шиханов Р. |
|                                                    |                         | |                    | Судьи: Белов А. , Оленин К. Михель А. , Шиханов Р. |
|                                                    |                         | |                    | Судьи: Белов А. , Оленин К. Михель А. , Шиханов Р. |
|                                                    |                         | |                    | Судьи: Белов А. , Оленин К. Михель А. , Шиханов Р. |
| 35 мин                                             | Штраф                   | 12 мин                                                                                               |                    | Судьи: Белов А. , Оленин К. Михель А. , Шиханов Р. |
|                                                    |                         | |                    |                                                    |
|                                                    | 23                      | Броски                                                                                               | 21                 |                                                    |

| 4 марта 2012 18:00 | «Динамо» Минск | 1 : 3 (1:1, 0:2, 0:0) | ОХК «Динамо» | Бобруйск-Арена Зрителей: 6050 |

| Отчёт              | Отчёт                          | Отчёт                                                           | Отчёт              | Отчёт                                              |
| ------------------ | ------------------------------ | --------------------------------------------------------------- | ------------------ | -------------------------------------------------- |
|                    |                                |                                                                 |                    |                                                    |
|                    | Кевин Лаланд (00’00" — 57’42") | Вратари                                                         | Александр Ерёменко | Судьи: Белов А. , Оленин К. Михель А. , Шиханов Р. |
|                    | Голы:                          |                                                                 |                    | Судьи: Белов А. , Оленин К. Михель А. , Шиханов Р. |
| Лингле Ш. — 17’44" | 0:1 1:1 1:2 1:3                | 04’41" — Волков К. 37’51" — Квапил М. 39’59" — Квапил М. (бол.) |                    | Судьи: Белов А. , Оленин К. Михель А. , Шиханов Р. |
|                    |                                |                                                                 |                    | Судьи: Белов А. , Оленин К. Михель А. , Шиханов Р. |
|                    |                                |                                                                 |                    | Судьи: Белов А. , Оленин К. Михель А. , Шиханов Р. |
|                    |                                |                                                                 |                    | Судьи: Белов А. , Оленин К. Михель А. , Шиханов Р. |
| 20 мин             | Штраф                          | 8 мин                                                           |                    | Судьи: Белов А. , Оленин К. Михель А. , Шиханов Р. |
|                    |                                |                                                                 |                    |                                                    |
|                    | 36                             | Броски                                                          | 28                 |                                                    |

| 29 февраля 2012 19:00 | «Атлант» | 1 : 0 (0:0, 0:0, 1:0) | «Северсталь» | Арена Мытищи Зрителей: 6300 |

| Отчёт              | Отчёт              | Отчёт   | Отчёт                              | Отчёт                                                   |
| ------------------ | ------------------ | ------- | ---------------------------------- | ------------------------------------------------------- |
|                    |                    |         |                                    |                                                         |
|                    | Константин Барулин | Вратари | Василий Кошечкин (00’00" — 59’38") | Судьи: Балушка В. , Кадыров Р. Горденко К. , Путилин А. |
|                    | Голы:              |         |                                    | Судьи: Балушка В. , Кадыров Р. Горденко К. , Путилин А. |
| Жердев Н. — 59’22" | 1:0                |         |                                    | Судьи: Балушка В. , Кадыров Р. Горденко К. , Путилин А. |
|                    |                    |         |                                    | Судьи: Балушка В. , Кадыров Р. Горденко К. , Путилин А. |
|                    |                    |         |                                    | Судьи: Балушка В. , Кадыров Р. Горденко К. , Путилин А. |
|                    |                    |         |                                    | Судьи: Балушка В. , Кадыров Р. Горденко К. , Путилин А. |
| 42 мин             | Штраф              | 6 мин   |                                    | Судьи: Балушка В. , Кадыров Р. Горденко К. , Путилин А. |
|                    |                    |         |                                    |                                                         |
|                    | 27                 | Броски  | 39                                 |                                                         |

| 1 марта 2012 19:30 | «Атлант» | 3 : 1 (0:1, 1:0, 2:0) | «Северсталь» | Арена Мытищи Зрителей: 6500 |

| Отчёт                                                                  | Отчёт              | Отчёт               | Отчёт                                               | Отчёт                                                   |
| ---------------------------------------------------------------------- | ------------------ | ------------------- | --------------------------------------------------- | ------------------------------------------------------- |
|                                                                        |                    |                     |                                                     |                                                         |
|                                                                        | Константин Барулин | Вратари             | Василий Кошечкин (00’00" — 58’22", 59’07" — 60’00") | Судьи: Кадыров Р. , Кулаков С. Горденко К. , Путилин А. |
|                                                                        | Голы:              |                     |                                                     | Судьи: Кадыров Р. , Кулаков С. Горденко К. , Путилин А. |
| Каблуков И. — 22’58" Зубарев А. — 40’27" Андерссон Ю. (п. в.) — 59’07" | 0:1 1:1 2:1 3:1    | 13’53" — Шипачёв В. |                                                     | Судьи: Кадыров Р. , Кулаков С. Горденко К. , Путилин А. |
|                                                                        |                    |                     |                                                     | Судьи: Кадыров Р. , Кулаков С. Горденко К. , Путилин А. |
|                                                                        |                    |                     |                                                     | Судьи: Кадыров Р. , Кулаков С. Горденко К. , Путилин А. |
|                                                                        |                    |                     |                                                     | Судьи: Кадыров Р. , Кулаков С. Горденко К. , Путилин А. |
| 4 мин                                                                  | Штраф              | 6 мин               |                                                     | Судьи: Кадыров Р. , Кулаков С. Горденко К. , Путилин А. |
|                                                                        |                    |                     |                                                     |                                                         |
|                                                                        | 35                 | Броски              | 20                                                  |                                                         |

| 3 марта 2012 17:00 | «Северсталь» | 2 : 1 (OT) (1:1, 0:0, 0:0, 1:0) | «Атлант» | Ледовый дворец Зрителей: 5717 |

| Отчёт                                   | Отчёт            | Отчёт               | Отчёт              | Отчёт                                                    |
| --------------------------------------- | ---------------- | ------------------- | ------------------ | -------------------------------------------------------- |
|                                         |                  |                     |                    |                                                          |
|                                         | Василий Кошечкин | Вратари             | Константин Барулин | Судьи: Анисимов А. , Карабанов С. Дедюля И. , Тарасов Д. |
|                                         | Голы:            |                     |                    | Судьи: Анисимов А. , Карабанов С. Дедюля И. , Тарасов Д. |
| Нуртдинов Р. — 07’05" Немец О. — 68’54" | 0:1 1:1 2:1      | 06’52" — Нискала Я. |                    | Судьи: Анисимов А. , Карабанов С. Дедюля И. , Тарасов Д. |
|                                         |                  |                     |                    | Судьи: Анисимов А. , Карабанов С. Дедюля И. , Тарасов Д. |
|                                         |                  |                     |                    | Судьи: Анисимов А. , Карабанов С. Дедюля И. , Тарасов Д. |
|                                         |                  |                     |                    | Судьи: Анисимов А. , Карабанов С. Дедюля И. , Тарасов Д. |
| 10 мин                                  | Штраф            | 14 мин              |                    | Судьи: Анисимов А. , Карабанов С. Дедюля И. , Тарасов Д. |
|                                         |                  |                     |                    |                                                          |
|                                         | 46               | Броски              | 35                 |                                                          |

| 4 марта 2012 17:00 | «Северсталь» | 4 : 0 (0:0, 3:0, 1:0) | «Атлант» | Ледовый дворец Зрителей: 5717 |

| Отчёт                                                                                  | Отчёт            | Отчёт   | Отчёт              | Отчёт                                                       |
| -------------------------------------------------------------------------------------- | ---------------- | ------- | ------------------ | ----------------------------------------------------------- |
|                                                                                        |                  |         |                    |                                                             |
|                                                                                        | Василий Кошечкин | Вратари | Константин Барулин | Судьи: Бутурлин-мл М. , Карабанов С. Дедюля И. , Тарасов Д. |
|                                                                                        | Голы:            |         |                    | Судьи: Бутурлин-мл М. , Карабанов С. Дедюля И. , Тарасов Д. |
| Кронвалль С. — 30’32" Егоршев С. — 38’08" Столяров Г. (бол.) — 39’07" Монс Е. — 56’00" | 1:0 2:0 3:0 4:0  |         |                    | Судьи: Бутурлин-мл М. , Карабанов С. Дедюля И. , Тарасов Д. |
|                                                                                        |                  |         |                    | Судьи: Бутурлин-мл М. , Карабанов С. Дедюля И. , Тарасов Д. |
|                                                                                        |                  |         |                    | Судьи: Бутурлин-мл М. , Карабанов С. Дедюля И. , Тарасов Д. |
|                                                                                        |                  |         |                    | Судьи: Бутурлин-мл М. , Карабанов С. Дедюля И. , Тарасов Д. |
| 22 мин                                                                                 | Штраф            | 24 мин  |                    | Судьи: Бутурлин-мл М. , Карабанов С. Дедюля И. , Тарасов Д. |
|                                                                                        |                  |         |                    |                                                             |
|                                                                                        | 45               | Броски  | 30                 |                                                             |

| 6 марта 2012 19:00 | «Атлант» | 3 : 1 (0:0, 1:0, 2:1) | «Северсталь» | Арена Мытищи Зрителей: 6500 |

| Отчёт                                                                    | Отчёт              | Отчёт               | Отчёт                                               | Отчёт                                              |
| ------------------------------------------------------------------------ | ------------------ | ------------------- | --------------------------------------------------- | -------------------------------------------------- |
|                                                                          |                    |                     |                                                     |                                                    |
|                                                                          | Константин Барулин | Вратари             | Василий Кошечкин (00’00" — 58’44", 59’31" — 60’00") | Судьи: Гашилов В. , Деев Я. Бирин В. , Медведев А. |
|                                                                          | Голы:              |                     |                                                     | Судьи: Гашилов В. , Деев Я. Бирин В. , Медведев А. |
| Жердев Н. — 29’30" Радивоевич Б. — 50’45" Радивоевич Б. (п. в.) — 59’31" | 1:0 1:1 2:1 3:1    | 47’11" — Цветков А. |                                                     | Судьи: Гашилов В. , Деев Я. Бирин В. , Медведев А. |
|                                                                          |                    |                     |                                                     | Судьи: Гашилов В. , Деев Я. Бирин В. , Медведев А. |
|                                                                          |                    |                     |                                                     | Судьи: Гашилов В. , Деев Я. Бирин В. , Медведев А. |
|                                                                          |                    |                     |                                                     | Судьи: Гашилов В. , Деев Я. Бирин В. , Медведев А. |
| 29 мин                                                                   | Штраф              | 8 мин               |                                                     | Судьи: Гашилов В. , Деев Я. Бирин В. , Медведев А. |
|                                                                          |                    |                     |                                                     |                                                    |
|                                                                          | 35                 | Броски              | 30                                                  |                                                    |

| 8 марта 2012 19:00 | «Северсталь» | 1 : 2 (1:0, 0:0, 0:2) | «Атлант» | Ледовый дворец Зрителей: 5717 |

| Отчёт                | Отчёт                                               | Отчёт                                    | Отчёт              | Отчёт                                                     |
| -------------------- | --------------------------------------------------- | ---------------------------------------- | ------------------ | --------------------------------------------------------- |
|                      |                                                     |                                          |                    |                                                           |
|                      | Василий Кошечкин (00’00" — 58’18", 58’37" — 58’44") | Вратари                                  | Константин Барулин | Судьи: Белов А. , Оленин К. Садовников А. , Захаренков А. |
|                      | Голы:                                               |                                          |                    | Судьи: Белов А. , Оленин К. Садовников А. , Захаренков А. |
| Алексеев Н. — 05’45" | 1:0 1:1 1:2                                         | 46’52" — Радиоевич Б. 55’00" — Жердев Н. |                    | Судьи: Белов А. , Оленин К. Садовников А. , Захаренков А. |
|                      |                                                     |                                          |                    | Судьи: Белов А. , Оленин К. Садовников А. , Захаренков А. |
|                      |                                                     |                                          |                    | Судьи: Белов А. , Оленин К. Садовников А. , Захаренков А. |
|                      |                                                     |                                          |                    | Судьи: Белов А. , Оленин К. Садовников А. , Захаренков А. |
| 4 мин                | Штраф                                               | 14 мин                                   |                    | Судьи: Белов А. , Оленин К. Садовников А. , Захаренков А. |
|                      |                                                     |                                          |                    |                                                           |
|                      | 31                                                  | Броски                                   | 30                 |                                                           |

## Полуфиналы конференций

### Восток
| 14 марта 2012 17:00 | «Трактор» | 3 : 1 (0:0, 1:1, 2:0) | «Ак Барс» | Ледовая арена «Трактор» Зрителей: 7650 |

| Отчёт                                                                       | Отчёт           | Отчёт               | Отчёт                                            | Отчёт                                                  |
| --------------------------------------------------------------------------- | --------------- | ------------------- | ------------------------------------------------ | ------------------------------------------------------ |
|                                                                             |                 |                     |                                                  |                                                        |
|                                                                             | Майкл Гарнетт   | Вратари             | Петри Веханен (00’00" — 58’59", 59’04" — 60’00") | Судьи: Анисимов А. , Захаров А. Бирин В. , Медведев А. |
|                                                                             | Голы:           |                     |                                                  | Судьи: Анисимов А. , Захаров А. Бирин В. , Медведев А. |
| Попов А. — 31’11" Чистов С. (бол.) — 54’52" Панов К. (мен., п. в.) — 59’04" | 0:1 1:1 2:1 3:1 | 23’00" — Скачков Е. |                                                  | Судьи: Анисимов А. , Захаров А. Бирин В. , Медведев А. |
|                                                                             |                 |                     |                                                  | Судьи: Анисимов А. , Захаров А. Бирин В. , Медведев А. |
|                                                                             |                 |                     |                                                  | Судьи: Анисимов А. , Захаров А. Бирин В. , Медведев А. |
|                                                                             |                 |                     |                                                  | Судьи: Анисимов А. , Захаров А. Бирин В. , Медведев А. |
| 2 мин                                                                       | Штраф           | 2 мин               |                                                  | Судьи: Анисимов А. , Захаров А. Бирин В. , Медведев А. |
|                                                                             |                 |                     |                                                  |                                                        |
|                                                                             | 29              | Броски              | 28                                               |                                                        |

| 16 марта 2012 17:00 | «Трактор» | 2 : 1 (0:0, 1:1, 1:0) | «Ак Барс» | Ледовая арена «Трактор» Зрителей: 7500 |

| Отчёт  | Отчёт         | Отчёт   | Отчёт                           | Отчёт                                                   |
| ------ | ------------- | ------- | ------------------------------- | ------------------------------------------------------- |
|        |               |         |                                 |                                                         |
|        | Майкл Гарнетт | Вратари | Петри Веханен (00’00" — 59’10") | Судьи: Карабанов С. , Захаров А. Бирин В. , Медведев А. |
|        | Голы:         |         |                                 | Судьи: Карабанов С. , Захаров А. Бирин В. , Медведев А. |
|        | 0:1 1:1 2:1   |         |                                 | Судьи: Карабанов С. , Захаров А. Бирин В. , Медведев А. |
|        |               |         |                                 | Судьи: Карабанов С. , Захаров А. Бирин В. , Медведев А. |
|        |               |         |                                 | Судьи: Карабанов С. , Захаров А. Бирин В. , Медведев А. |
|        |               |         |                                 | Судьи: Карабанов С. , Захаров А. Бирин В. , Медведев А. |
| 10 мин | Штраф         | 6 мин   |                                 | Судьи: Карабанов С. , Захаров А. Бирин В. , Медведев А. |
|        |               |         |                                 |                                                         |
|        | 36            | Броски  | 36                              |                                                         |

| 18 марта 2012 19:00 | «Ак Барс» | 2 : 1 (ОТ) (0:0, 1:1, 0:0, 1:0) | «Трактор» | Татнефть Арена Зрителей: 7600 |

| Отчёт  | Отчёт         | Отчёт   | Отчёт         | Отчёт                                               |
| ------ | ------------- | ------- | ------------- | --------------------------------------------------- |
|        |               |         |               |                                                     |
|        | Петри Веханен | Вратари | Майкл Гарнетт | Судьи: Буланов В. , Одиньш Э. Сивов Д. , Шелянин С. |
|        | Голы:         |         |               | Судьи: Буланов В. , Одиньш Э. Сивов Д. , Шелянин С. |
|        | 0:1 1:1 2:1   |         |               | Судьи: Буланов В. , Одиньш Э. Сивов Д. , Шелянин С. |
|        |               |         |               | Судьи: Буланов В. , Одиньш Э. Сивов Д. , Шелянин С. |
|        |               |         |               | Судьи: Буланов В. , Одиньш Э. Сивов Д. , Шелянин С. |
|        |               |         |               | Судьи: Буланов В. , Одиньш Э. Сивов Д. , Шелянин С. |
| 54 мин | Штраф         | 10 мин  |               | Судьи: Буланов В. , Одиньш Э. Сивов Д. , Шелянин С. |
|        |               |         |               |                                                     |
|        | 37            | Броски  | 29            |                                                     |

| 20 марта 2012 19:00 | «Ак Барс» | 2 : 3 (0:1, 0:0, 2:2) | «Трактор» | Татнефть Арена Зрителей: 7450 |

| Отчёт | Отчёт                           | Отчёт   | Отчёт         | Отчёт                                                |
| ----- | ------------------------------- | ------- | ------------- | ---------------------------------------------------- |
|       |                                 |         |               |                                                      |
|       | Петри Веханен (00’00" — 59’30") | Вратари | Майкл Гарнетт | Судьи: Буланов В. , Раводин А. Сивов Д. , Шелянин С. |
|       | Голы:                           |         |               | Судьи: Буланов В. , Раводин А. Сивов Д. , Шелянин С. |
|       | 0:1 0:2 1:2 2:2 2:3             |         |               | Судьи: Буланов В. , Раводин А. Сивов Д. , Шелянин С. |
|       |                                 |         |               | Судьи: Буланов В. , Раводин А. Сивов Д. , Шелянин С. |
|       |                                 |         |               | Судьи: Буланов В. , Раводин А. Сивов Д. , Шелянин С. |
|       |                                 |         |               | Судьи: Буланов В. , Раводин А. Сивов Д. , Шелянин С. |
| 6 мин | Штраф                           | 8 мин   |               | Судьи: Буланов В. , Раводин А. Сивов Д. , Шелянин С. |
|       |                                 |         |               |                                                      |
|       | 29                              | Броски  | 20            |                                                      |

| 22 марта 2012 17:00 | «Трактор» | 1 : 2 (3ОТ) (0:0, 0:1, 1:0, 0:0, 0:0, 0:1) | «Ак Барс» | Ледовая арена «Трактор» Зрителей: 7500 |

| Отчёт  | Отчёт         | Отчёт   | Отчёт         | Отчёт                                                  |
| ------ | ------------- | ------- | ------------- | ------------------------------------------------------ |
|        |               |         |               |                                                        |
|        | Майкл Гарнетт | Вратари | Петри Веханен | Судьи: Кулаков С. , Рённ Ю. Захаренков А. , Сазонов И. |
|        | Голы:         |         |               | Судьи: Кулаков С. , Рённ Ю. Захаренков А. , Сазонов И. |
|        | 0:1 1:1 1:2   |         |               | Судьи: Кулаков С. , Рённ Ю. Захаренков А. , Сазонов И. |
|        |               |         |               | Судьи: Кулаков С. , Рённ Ю. Захаренков А. , Сазонов И. |
|        |               |         |               | Судьи: Кулаков С. , Рённ Ю. Захаренков А. , Сазонов И. |
|        |               |         |               | Судьи: Кулаков С. , Рённ Ю. Захаренков А. , Сазонов И. |
| 22 мин | Штраф         | 14 мин  |               | Судьи: Кулаков С. , Рённ Ю. Захаренков А. , Сазонов И. |
|        |               |         |               |                                                        |
|        | 43            | Броски  | 34            |                                                        |

| 24 марта 2012 19:00 | «Ак Барс» | 1 : 4 (0:1, 0:0, 1:3) | «Трактор» | Татнефть Арена Зрителей: 7850 |

| Отчёт | Отчёт                                            | Отчёт   | Отчёт         | Отчёт                                                  |
| ----- | ------------------------------------------------ | ------- | ------------- | ------------------------------------------------------ |
|       |                                                  |         |               |                                                        |
|       | Петри Веханен (00’00" — 59’30", 59’37" — 60’00") | Вратари | Майкл Гарнетт | Судьи: Гусев С. , Одиньш Э. Садовников А. , Морозов С. |
|       | Голы:                                            |         |               | Судьи: Гусев С. , Одиньш Э. Садовников А. , Морозов С. |
|       | 0:1 1:1 1:2 1:3 1:4                              |         |               | Судьи: Гусев С. , Одиньш Э. Садовников А. , Морозов С. |
|       |                                                  |         |               | Судьи: Гусев С. , Одиньш Э. Садовников А. , Морозов С. |
|       |                                                  |         |               | Судьи: Гусев С. , Одиньш Э. Садовников А. , Морозов С. |
|       |                                                  |         |               | Судьи: Гусев С. , Одиньш Э. Садовников А. , Морозов С. |
| 6 мин | Штраф                                            | 6 мин   |               | Судьи: Гусев С. , Одиньш Э. Садовников А. , Морозов С. |
|       |                                                  |         |               |                                                        |
|       | 30                                               | Броски  | 25            |                                                        |

| 14 марта 2012 16:00 | «Авангард» | 0 : 1 (ОТ) (0:0, 0:0, 0:0, 0:1) | «Металлург» Мг | Арена Омск Зрителей: 10 318 |

| Отчёт | Отчёт      | Отчёт               | Отчёт      | Отчёт                                             |
| ----- | ---------- | ------------------- | ---------- | ------------------------------------------------- |
|       |            |                     |            |                                                   |
|       | Карри Рамо | Вратари             | Ари Ахонен | Судьи: Буланов В. , Рённ Ю. Шелянин С. , Сивов Д. |
|       | Голы:      |                     |            | Судьи: Буланов В. , Рённ Ю. Шелянин С. , Сивов Д. |
|       | 0:1        | 67’26" — Мозякин С. |            | Судьи: Буланов В. , Рённ Ю. Шелянин С. , Сивов Д. |
|       |            |                     |            | Судьи: Буланов В. , Рённ Ю. Шелянин С. , Сивов Д. |
|       |            |                     |            | Судьи: Буланов В. , Рённ Ю. Шелянин С. , Сивов Д. |
|       |            |                     |            | Судьи: Буланов В. , Рённ Ю. Шелянин С. , Сивов Д. |
| 6 мин | Штраф      | 6 мин               |            | Судьи: Буланов В. , Рённ Ю. Шелянин С. , Сивов Д. |
|       |            |                     |            |                                                   |
|       | 34         | Броски              | 29         |                                                   |

| 16 марта 2012 16:00 | «Авангард» | 5 : 2 (4:0, 1:2, 0:0) | «Металлург» Мг | Арена Омск Зрителей: 10 318 |

| Отчёт  | Отчёт                       | Отчёт   | Отчёт                                                            | Отчёт                                               |
| ------ | --------------------------- | ------- | ---------------------------------------------------------------- | --------------------------------------------------- |
|        |                             |         |                                                                  |                                                     |
|        | Карри Рамо                  | Вратари | Ари Ахонен (00’00" — 06’04") Георгий Гелашвили (06’04" — 60’00") | Судьи: Буланов В. , Одиньш Э. Шелянин С. , Сивов Д. |
|        | Голы:                       |         |                                                                  | Судьи: Буланов В. , Одиньш Э. Шелянин С. , Сивов Д. |
|        | 1:0 2:0 3:0 4:0 5:0 5:1 5:2 |         |                                                                  | Судьи: Буланов В. , Одиньш Э. Шелянин С. , Сивов Д. |
|        |                             |         |                                                                  | Судьи: Буланов В. , Одиньш Э. Шелянин С. , Сивов Д. |
|        |                             |         |                                                                  | Судьи: Буланов В. , Одиньш Э. Шелянин С. , Сивов Д. |
|        |                             |         |                                                                  | Судьи: Буланов В. , Одиньш Э. Шелянин С. , Сивов Д. |
| 10 мин | Штраф                       | 8 мин   |                                                                  | Судьи: Буланов В. , Одиньш Э. Шелянин С. , Сивов Д. |
|        |                             |         |                                                                  |                                                     |
|        | 33                          | Броски  | 25                                                               |                                                     |

| 18 марта 2012 19:00 | «Металлург» Мг | 1 : 3 (1:1, 0:1, 0:1) | «Авангард» | Арена Металлург Зрителей: 7644 |

| Отчёт | Отчёт                        | Отчёт   | Отчёт      | Отчёт                                                  |
| ----- | ---------------------------- | ------- | ---------- | ------------------------------------------------------ |
|       |                              |         |            |                                                        |
|       | Ари Ахонен (00’00" — 58’55") | Вратари | Карри Рамо | Судьи: Оленин К. , Кулаков С. Парфёнов Д. , Томилов В. |
|       | Голы:                        |         |            | Судьи: Оленин К. , Кулаков С. Парфёнов Д. , Томилов В. |
|       | 1:0 1:1 1:2 1:3              |         |            | Судьи: Оленин К. , Кулаков С. Парфёнов Д. , Томилов В. |
|       |                              |         |            | Судьи: Оленин К. , Кулаков С. Парфёнов Д. , Томилов В. |
|       |                              |         |            | Судьи: Оленин К. , Кулаков С. Парфёнов Д. , Томилов В. |
|       |                              |         |            | Судьи: Оленин К. , Кулаков С. Парфёнов Д. , Томилов В. |
| 8 мин | Штраф                        | 4 мин   |            | Судьи: Оленин К. , Кулаков С. Парфёнов Д. , Томилов В. |
|       |                              |         |            |                                                        |
|       | 29                           | Броски  | 37         |                                                        |

| 20 марта 2012 19:00 | «Металлург» Мг | 3 : 5 (1:1, 2:2, 0:2) | «Авангард» | Арена Металлург Зрителей: 7077 |

| Отчёт  | Отчёт                                         | Отчёт   | Отчёт      | Отчёт                                                  |
| ------ | --------------------------------------------- | ------- | ---------- | ------------------------------------------------------ |
|        |                                               |         |            |                                                        |
|        | Ари Ахонен (00’00" — 58’48", 58’58" — 59’15") | Вратари | Карри Рамо | Судьи: Оленин К. , Гашилов В. Парфёнов Д. , Томилов В. |
|        | Голы:                                         |         |            | Судьи: Оленин К. , Гашилов В. Парфёнов Д. , Томилов В. |
|        | 0:1 1:1 1:2 1:3 2:3 3:3 3:4 3:5               |         |            | Судьи: Оленин К. , Гашилов В. Парфёнов Д. , Томилов В. |
|        |                                               |         |            | Судьи: Оленин К. , Гашилов В. Парфёнов Д. , Томилов В. |
|        |                                               |         |            | Судьи: Оленин К. , Гашилов В. Парфёнов Д. , Томилов В. |
|        |                                               |         |            | Судьи: Оленин К. , Гашилов В. Парфёнов Д. , Томилов В. |
| 12 мин | Штраф                                         | 12 мин  |            | Судьи: Оленин К. , Гашилов В. Парфёнов Д. , Томилов В. |
|        |                                               |         |            |                                                        |
|        | 36                                            | Броски  | 34         |                                                        |

| 22 марта 2012 16:00 | «Авангард» | 3 : 2 (ОТ) (1:1, 0:0, 1:1, 1:0) | «Металлург» Мг | Арена Омск Зрителей: 10 318 |

| Отчёт | Отчёт               | Отчёт   | Отчёт                                         | Отчёт                                                 |
| ----- | ------------------- | ------- | --------------------------------------------- | ----------------------------------------------------- |
|       |                     |         |                                               |                                                       |
|       | Карри Рамо          | Вратари | Ари Ахонен (00’00" — 58’26", 59’21" — 63’50") | Судьи: Буланов В. , Захаров А. Михель А. , Шиханов Р. |
|       | Голы:               |         |                                               | Судьи: Буланов В. , Захаров А. Михель А. , Шиханов Р. |
|       | 0:1 1:1 2:1 2:2 3:2 |         |                                               | Судьи: Буланов В. , Захаров А. Михель А. , Шиханов Р. |
|       |                     |         |                                               | Судьи: Буланов В. , Захаров А. Михель А. , Шиханов Р. |
|       |                     |         |                                               | Судьи: Буланов В. , Захаров А. Михель А. , Шиханов Р. |
|       |                     |         |                                               | Судьи: Буланов В. , Захаров А. Михель А. , Шиханов Р. |
| 6 мин | Штраф               | 4 мин   |                                               | Судьи: Буланов В. , Захаров А. Михель А. , Шиханов Р. |
|       |                     |         |                                               |                                                       |
|       | 35                  | Броски  | 17                                            |                                                       |

### Запад
| 13 марта 2012 19:30 | СКА | 4 : 0 (1:0, 2:0, 1:0) | «Атлант» | СКК «Ледовый Дворец» Зрителей: 12 000 |

| Отчёт                                                                                | Отчёт           | Отчёт   | Отчёт              | Отчёт                                               |
| ------------------------------------------------------------------------------------ | --------------- | ------- | ------------------ | --------------------------------------------------- |
|                                                                                      |                 |         |                    |                                                     |
|                                                                                      | Якуб Штепанек   | Вратари | Константин Барулин | Судьи: Щенёв Р. , Кадыров Р. Михель А. , Шиханов Р. |
|                                                                                      | Голы:           |         |                    | Судьи: Щенёв Р. , Кадыров Р. Михель А. , Шиханов Р. |
| Тарасенко В. — 16’26" Фёдоров Ф. — 21’42" Тихонов В. — 38’53" Вейнхандль М. — 40’42" | 1:0 2:0 3:0 4:0 |         |                    | Судьи: Щенёв Р. , Кадыров Р. Михель А. , Шиханов Р. |
|                                                                                      |                 |         |                    | Судьи: Щенёв Р. , Кадыров Р. Михель А. , Шиханов Р. |
|                                                                                      |                 |         |                    | Судьи: Щенёв Р. , Кадыров Р. Михель А. , Шиханов Р. |
|                                                                                      |                 |         |                    | Судьи: Щенёв Р. , Кадыров Р. Михель А. , Шиханов Р. |
| 4 мин                                                                                | Штраф           | 2 мин   |                    | Судьи: Щенёв Р. , Кадыров Р. Михель А. , Шиханов Р. |
|                                                                                      |                 |         |                    |                                                     |
|                                                                                      | 28              | Броски  | 15                 |                                                     |

| 15 марта 2012 19:30 | СКА | 7 : 1 (4:0, 1:0, 2:1) | «Атлант» | СКК «Ледовый Дворец» Зрителей: 12 100 |

| Отчёт  | Отчёт                           | Отчёт   | Отчёт                                                                 | Отчёт                                               |
| ------ | ------------------------------- | ------- | --------------------------------------------------------------------- | --------------------------------------------------- |
|        |                                 |         |                                                                       |                                                     |
|        | Якуб Штепанек                   | Вратари | Константин Барулин (00’00" — 20’00") Дмитрий Кочнев (20’00" — 60’00") | Судьи: Гусев С. , Кадыров Р. Михель А. , Шиханов Р. |
|        | Голы:                           |         |                                                                       | Судьи: Гусев С. , Кадыров Р. Михель А. , Шиханов Р. |
|        | 1:0 2:0 3:0 4:0 5:0 5:1 6:1 7:1 |         |                                                                       | Судьи: Гусев С. , Кадыров Р. Михель А. , Шиханов Р. |
|        |                                 |         |                                                                       | Судьи: Гусев С. , Кадыров Р. Михель А. , Шиханов Р. |
|        |                                 |         |                                                                       | Судьи: Гусев С. , Кадыров Р. Михель А. , Шиханов Р. |
|        |                                 |         |                                                                       | Судьи: Гусев С. , Кадыров Р. Михель А. , Шиханов Р. |
| 20 мин | Штраф                           | 22 мин  |                                                                       | Судьи: Гусев С. , Кадыров Р. Михель А. , Шиханов Р. |
|        |                                 |         |                                                                       |                                                     |
|        | 33                              | Броски  | 28                                                                    |                                                     |

| 17 марта 2012 19:30 | «Атлант» | 2 : 1 (ОТ) (0:1, 0:0, 1:0, 1:0) | СКА | Арена Мытищи Зрителей: 6800 |

| Отчёт | Отчёт              | Отчёт   | Отчёт         | Отчёт                                                  |
| ----- | ------------------ | ------- | ------------- | ------------------------------------------------------ |
|       |                    |         |               |                                                        |
|       | Константин Барулин | Вратари | Якуб Штепанек | Судьи: Балушка В. , Рённ Ю. Захаренков А. , Морозов С. |
|       | Голы:              |         |               | Судьи: Балушка В. , Рённ Ю. Захаренков А. , Морозов С. |
|       | 0:1 1:1 2:1        |         |               | Судьи: Балушка В. , Рённ Ю. Захаренков А. , Морозов С. |
|       |                    |         |               | Судьи: Балушка В. , Рённ Ю. Захаренков А. , Морозов С. |
|       |                    |         |               | Судьи: Балушка В. , Рённ Ю. Захаренков А. , Морозов С. |
|       |                    |         |               | Судьи: Балушка В. , Рённ Ю. Захаренков А. , Морозов С. |
| 8 мин | Штраф              | 20 мин  |               | Судьи: Балушка В. , Рённ Ю. Захаренков А. , Морозов С. |
|       |                    |         |               |                                                        |
|       | 30                 | Броски  | 44            |                                                        |

| 19 марта 2012 19:30 | «Атлант» | 1 : 5 (0:2, 0:1, 1:2) | СКА | Арена Мытищи Зрителей: 6800 |

| Отчёт  | Отчёт                   | Отчёт   | Отчёт         | Отчёт                                                 |
| ------ | ----------------------- | ------- | ------------- | ----------------------------------------------------- |
|        |                         |         |               |                                                       |
|        | Константин Барулин      | Вратари | Якуб Штепанек | Судьи: Рённ Ю. , Гофман Р. Садовников А. , Морозов С. |
|        | Голы:                   |         |               | Судьи: Рённ Ю. , Гофман Р. Садовников А. , Морозов С. |
|        | 0:1 0:2 0:3 0:4 0:5 1:5 |         |               | Судьи: Рённ Ю. , Гофман Р. Садовников А. , Морозов С. |
|        |                         |         |               | Судьи: Рённ Ю. , Гофман Р. Садовников А. , Морозов С. |
|        |                         |         |               | Судьи: Рённ Ю. , Гофман Р. Садовников А. , Морозов С. |
|        |                         |         |               | Судьи: Рённ Ю. , Гофман Р. Садовников А. , Морозов С. |
| 14 мин | Штраф                   | 60 мин  |               | Судьи: Рённ Ю. , Гофман Р. Садовников А. , Морозов С. |
|        |                         |         |               |                                                       |
|        | 22                      | Броски  | 33            |                                                       |

| 21 марта 2012 19:30 | СКА | 1 : 3 (1:1, 0:1, 0:1) | «Атлант» | СКК «Ледовый Дворец» Зрителей: 11 700 |

| Отчёт  | Отчёт                                                             | Отчёт   | Отчёт              | Отчёт                                                       |
| ------ | ----------------------------------------------------------------- | ------- | ------------------ | ----------------------------------------------------------- |
|        |                                                                   |         |                    |                                                             |
|        | Якуб Штепанек (00’00" — 58’21", 58’31" — 58’38", 59’50" — 60’00") | Вратари | Константин Барулин | Судьи: Белов А. , Карабанов С. Метальников Э. , Сироткин А. |
|        | Голы:                                                             |         |                    | Судьи: Белов А. , Карабанов С. Метальников Э. , Сироткин А. |
|        | 0:1 1:1 1:2 1:3                                                   |         |                    | Судьи: Белов А. , Карабанов С. Метальников Э. , Сироткин А. |
|        |                                                                   |         |                    | Судьи: Белов А. , Карабанов С. Метальников Э. , Сироткин А. |
|        |                                                                   |         |                    | Судьи: Белов А. , Карабанов С. Метальников Э. , Сироткин А. |
|        |                                                                   |         |                    | Судьи: Белов А. , Карабанов С. Метальников Э. , Сироткин А. |
| 10 мин | Штраф                                                             | 18 мин  |                    | Судьи: Белов А. , Карабанов С. Метальников Э. , Сироткин А. |
|        |                                                                   |         |                    |                                                             |
|        | 42                                                                | Броски  | 13                 |                                                             |

| 23 марта 2012 19:30 | «Атлант» | 0 : 4 (0:0, 0:2, 0:2) | СКА | Арена Мытищи Зрителей: 6800 |

| Отчёт | Отчёт                                                 | Отчёт   | Отчёт         | Отчёт                                                |
| ----- | ----------------------------------------------------- | ------- | ------------- | ---------------------------------------------------- |
|       |                                                       |         |               |                                                      |
|       | Константин Барулин (00’00" — 58’47", 58’57" — 60’00") | Вратари | Якуб Штепанек | Судьи: Гофман Р. , Оленин К. Дедюля И. , Горденко К. |
|       | Голы:                                                 |         |               | Судьи: Гофман Р. , Оленин К. Дедюля И. , Горденко К. |
|       | 0:1 0:2 0:3 0:4                                       |         |               | Судьи: Гофман Р. , Оленин К. Дедюля И. , Горденко К. |
|       |                                                       |         |               | Судьи: Гофман Р. , Оленин К. Дедюля И. , Горденко К. |
|       |                                                       |         |               | Судьи: Гофман Р. , Оленин К. Дедюля И. , Горденко К. |
|       |                                                       |         |               | Судьи: Гофман Р. , Оленин К. Дедюля И. , Горденко К. |
| 4 мин | Штраф                                                 | 16 мин  |               | Судьи: Гофман Р. , Оленин К. Дедюля И. , Горденко К. |
|       |                                                       |         |               |                                                      |
|       | 20                                                    | Броски  | 30            |                                                      |

| 13 марта 2012 19:00 | «Торпедо» | 0 : 1 (0:0, 0:1, 0:0) | ОХК «Динамо» | Нагорный дворец спорта профсоюзов Зрителей: 5600 |

| Отчёт | Отчёт                                             | Отчёт            | Отчёт              | Отчёт                                                    |
| ----- | ------------------------------------------------- | ---------------- | ------------------ | -------------------------------------------------------- |
|       |                                                   |                  |                    |                                                          |
|       | Виталий Коваль (00’00" — 58’09", 58’48" — 59’06") | Вратари          | Александр Ерёменко | Судьи: Белов А. , Оленин К. Метальников Э. , Сироткин А. |
|       | Голы:                                             |                  |                    | Судьи: Белов А. , Оленин К. Метальников Э. , Сироткин А. |
|       | 0:1                                               | 24’07" — Соин С. |                    | Судьи: Белов А. , Оленин К. Метальников Э. , Сироткин А. |
|       |                                                   |                  |                    | Судьи: Белов А. , Оленин К. Метальников Э. , Сироткин А. |
|       |                                                   |                  |                    | Судьи: Белов А. , Оленин К. Метальников Э. , Сироткин А. |
|       |                                                   |                  |                    | Судьи: Белов А. , Оленин К. Метальников Э. , Сироткин А. |
| 6 мин | Штраф                                             | 6 мин            |                    | Судьи: Белов А. , Оленин К. Метальников Э. , Сироткин А. |
|       |                                                   |                  |                    |                                                          |
|       | 21                                                | Броски           | 23                 |                                                          |

| 15 марта 2012 19:00 | «Торпедо» | 3 : 2 (ОТ) (1:1, 1:1, 0:0, 1:0) | ОХК «Динамо» | Нагорный дворец спорта профсоюзов Зрителей: 5600 |

| Отчёт                                                       | Отчёт               | Отчёт                                 | Отчёт              | Отчёт                                                     |
| ----------------------------------------------------------- | ------------------- | ------------------------------------- | ------------------ | --------------------------------------------------------- |
|                                                             |                     |                                       |                    |                                                           |
|                                                             | Виталий Коваль      | Вратари                               | Александр Ерёменко | Судьи: Гофман Р. , Оленин К. Метальников Э. , Сироткин А. |
|                                                             | Голы:               |                                       |                    | Судьи: Гофман Р. , Оленин К. Метальников Э. , Сироткин А. |
| Хиетанен Ю. — 13’43" Угаров А. — 21’02" Галузин В. — 68’16" | 0:1 1:1 2:1 2:2 3:2 | Анисин М. — 03’07" Граняк Д. — 32’12" |                    | Судьи: Гофман Р. , Оленин К. Метальников Э. , Сироткин А. |
|                                                             |                     |                                       |                    | Судьи: Гофман Р. , Оленин К. Метальников Э. , Сироткин А. |
|                                                             |                     |                                       |                    | Судьи: Гофман Р. , Оленин К. Метальников Э. , Сироткин А. |
|                                                             |                     |                                       |                    | Судьи: Гофман Р. , Оленин К. Метальников Э. , Сироткин А. |
| 14 мин                                                      | Штраф               | 18 мин                                |                    | Судьи: Гофман Р. , Оленин К. Метальников Э. , Сироткин А. |
|                                                             |                     |                                       |                    |                                                           |
|                                                             | 30                  | Броски                                | 36                 |                                                           |

| 17 марта 2012 19:30 | ОХК «Динамо» | 3 : 4 (ОТ) (1:0, 1:1, 1:2, 0:1) | «Торпедо» | МСА «Лужники» Зрителей: 8100 |

| Отчёт  | Отчёт                       | Отчёт   | Отчёт          | Отчёт                                                |
| ------ | --------------------------- | ------- | -------------- | ---------------------------------------------------- |
|        |                             |         |                |                                                      |
|        | Александр Ерёменко          | Вратари | Виталий Коваль | Судьи: Белов А. , Кадыров Р. Горденко К. , Дедюля И. |
|        | Голы:                       |         |                | Судьи: Белов А. , Кадыров Р. Горденко К. , Дедюля И. |
|        | 1:0 1:1 2:1 2:2 3:2 3:3 3:4 |         |                | Судьи: Белов А. , Кадыров Р. Горденко К. , Дедюля И. |
|        |                             |         |                | Судьи: Белов А. , Кадыров Р. Горденко К. , Дедюля И. |
|        |                             |         |                | Судьи: Белов А. , Кадыров Р. Горденко К. , Дедюля И. |
|        |                             |         |                | Судьи: Белов А. , Кадыров Р. Горденко К. , Дедюля И. |
| 12 мин | Штраф                       | 37 мин  |                | Судьи: Белов А. , Кадыров Р. Горденко К. , Дедюля И. |
|        |                             |         |                |                                                      |
|        | 64                          | Броски  | 35             |                                                      |

| 19 марта 2012 19:30 | ОХК «Динамо» | 3 : 2 (1:0, 0:2, 2:0) | «Торпедо» | МСА «Лужники» Зрителей: 7200 |

| Отчёт | Отчёт               | Отчёт   | Отчёт                            | Отчёт                                              |
| ----- | ------------------- | ------- | -------------------------------- | -------------------------------------------------- |
|       |                     |         |                                  |                                                    |
|       | Александр Ерёменко  | Вратари | Виталий Коваль (00’00" — 58’34") | Судьи: Белов А. , Гусев С. Горденко К. , Дедюля И. |
|       | Голы:               |         |                                  | Судьи: Белов А. , Гусев С. Горденко К. , Дедюля И. |
|       | 1:0 1:1 1:2 2:2 3:2 |         |                                  | Судьи: Белов А. , Гусев С. Горденко К. , Дедюля И. |
|       |                     |         |                                  | Судьи: Белов А. , Гусев С. Горденко К. , Дедюля И. |
|       |                     |         |                                  | Судьи: Белов А. , Гусев С. Горденко К. , Дедюля И. |
|       |                     |         |                                  | Судьи: Белов А. , Гусев С. Горденко К. , Дедюля И. |
| 8 мин | Штраф               | 24 мин  |                                  | Судьи: Белов А. , Гусев С. Горденко К. , Дедюля И. |
|       |                     |         |                                  |                                                    |
|       | 37                  | Броски  | 31                               |                                                    |

| 21 марта 2012 19:00 | «Торпедо» | 2 : 4 (1:1, 0:3, 1:0) | ОХК «Динамо» | Нагорный дворец спорта профсоюзов Зрителей: 5600 |

| Отчёт  | Отчёт                            | Отчёт   | Отчёт              | Отчёт                                               |
| ------ | -------------------------------- | ------- | ------------------ | --------------------------------------------------- |
|        |                                  |         |                    |                                                     |
|        | Виталий Коваль (00’00" — 57’33") | Вратари | Александр Ерёменко | Судьи: Одиньш Э. , Раводин А. Шелянин С. , Сивов Д. |
|        | Голы:                            |         |                    | Судьи: Одиньш Э. , Раводин А. Шелянин С. , Сивов Д. |
|        | 1:0 1:1 1:2 1:3 1:4 2:4          |         |                    | Судьи: Одиньш Э. , Раводин А. Шелянин С. , Сивов Д. |
|        |                                  |         |                    | Судьи: Одиньш Э. , Раводин А. Шелянин С. , Сивов Д. |
|        |                                  |         |                    | Судьи: Одиньш Э. , Раводин А. Шелянин С. , Сивов Д. |
|        |                                  |         |                    | Судьи: Одиньш Э. , Раводин А. Шелянин С. , Сивов Д. |
| 28 мин | Штраф                            | 18 мин  |                    | Судьи: Одиньш Э. , Раводин А. Шелянин С. , Сивов Д. |
|        |                                  |         |                    |                                                     |
|        | 39                               | Броски  | 27                 |                                                     |

| 23 марта 2012 19:30 | ОХК «Динамо» | 3 : 2 (1:2, 2:0, 0:0) | «Торпедо» | Дворец спорта «Мегаспорт» Зрителей: 13 500 |

| Отчёт  | Отчёт               | Отчёт   | Отчёт                            | Отчёт                                              |
| ------ | ------------------- | ------- | -------------------------------- | -------------------------------------------------- |
|        |                     |         |                                  |                                                    |
|        | Александр Ерёменко  | Вратари | Виталий Коваль (00’00" — 59’39") | Судьи: Рённ Ю. , Гашилов В. Бирин В. , Медведев А. |
|        | Голы:               |         |                                  | Судьи: Рённ Ю. , Гашилов В. Бирин В. , Медведев А. |
|        | 0:1 1:1 1:2 2:2 3:2 |         |                                  | Судьи: Рённ Ю. , Гашилов В. Бирин В. , Медведев А. |
|        |                     |         |                                  | Судьи: Рённ Ю. , Гашилов В. Бирин В. , Медведев А. |
|        |                     |         |                                  | Судьи: Рённ Ю. , Гашилов В. Бирин В. , Медведев А. |
|        |                     |         |                                  | Судьи: Рённ Ю. , Гашилов В. Бирин В. , Медведев А. |
| 14 мин | Штраф               | 12 мин  |                                  | Судьи: Рённ Ю. , Гашилов В. Бирин В. , Медведев А. |
|        |                     |         |                                  |                                                    |
|        | 18                  | Броски  | 21                               |                                                    |

## Финалы конференций

### Запад
| 28 марта 2012 19:00 | СКА | 4 : 5 (ОТ) (1:0, 2:0, 1:4, 0:1) | ОХК «Динамо» | СКК «Ледовый Дворец» Зрителей: 12 150 |

| Отчёт  | Отчёт                               | Отчёт   | Отчёт              | Отчёт                                                |
| ------ | ----------------------------------- | ------- | ------------------ | ---------------------------------------------------- |
|        |                                     |         |                    |                                                      |
|        | Якуб Штепанек                       | Вратари | Александр Ерёменко | Судьи: Гофман Р. , Захаров А. Михель А. , Шиханов Р. |
|        | Голы:                               |         |                    | Судьи: Гофман Р. , Захаров А. Михель А. , Шиханов Р. |
|        | 1:0 2:0 3:0 3:1 3:2 4:2 4:3 4:4 4:5 |         |                    | Судьи: Гофман Р. , Захаров А. Михель А. , Шиханов Р. |
|        |                                     |         |                    | Судьи: Гофман Р. , Захаров А. Михель А. , Шиханов Р. |
|        |                                     |         |                    | Судьи: Гофман Р. , Захаров А. Михель А. , Шиханов Р. |
|        |                                     |         |                    | Судьи: Гофман Р. , Захаров А. Михель А. , Шиханов Р. |
| 35 мин | Штраф                               | 6 мин   |                    | Судьи: Гофман Р. , Захаров А. Михель А. , Шиханов Р. |
|        |                                     |         |                    |                                                      |
|        | 31                                  | Броски  | 50                 |                                                      |

| 30 марта 2012 19:00 | СКА | 1 : 2 (0:0, 0:1, 1:1) | ОХК «Динамо» | СКК «Ледовый Дворец» Зрителей: 12 100 |

| Отчёт | Отчёт                       | Отчёт   | Отчёт              | Отчёт                                                |
| ----- | --------------------------- | ------- | ------------------ | ---------------------------------------------------- |
|       |                             |         |                    |                                                      |
|       | Ежов Илья (00’00" — 58’55") | Вратари | Александр Ерёменко | Судьи: Кулаков С. , Гофман Р. Михель А. , Шиханов Р. |
|       | Голы:                       |         |                    | Судьи: Кулаков С. , Гофман Р. Михель А. , Шиханов Р. |
|       | 0:1 1:1 1:2                 |         |                    | Судьи: Кулаков С. , Гофман Р. Михель А. , Шиханов Р. |
|       |                             |         |                    | Судьи: Кулаков С. , Гофман Р. Михель А. , Шиханов Р. |
|       |                             |         |                    | Судьи: Кулаков С. , Гофман Р. Михель А. , Шиханов Р. |
|       |                             |         |                    | Судьи: Кулаков С. , Гофман Р. Михель А. , Шиханов Р. |
| 4 мин | Штраф                       | 8 мин   |                    | Судьи: Кулаков С. , Гофман Р. Михель А. , Шиханов Р. |
|       |                             |         |                    |                                                      |
|       | 37                          | Броски  | 28                 |                                                      |

| 1 апреля 2012 17:00 | ОХК «Динамо» | 3 : 1 (0:0, 1:1, 2:0) | СКА | МСА «Лужники» Зрителей: 8500 |

| Отчёт  | Отчёт              | Отчёт   | Отчёт                                            | Отчёт                                                |
| ------ | ------------------ | ------- | ------------------------------------------------ | ---------------------------------------------------- |
|        |                    |         |                                                  |                                                      |
|        | Александр Ерёменко | Вратари | Якуб Штепанек (00’00" — 57’12", 59’22" — 59’29") | Судьи: Одиньш Э. , Гусев С. Сивов Д. , Захаренков А. |
|        | Голы:              |         |                                                  | Судьи: Одиньш Э. , Гусев С. Сивов Д. , Захаренков А. |
|        | 0:1 1:1 2:1 3:1    |         |                                                  | Судьи: Одиньш Э. , Гусев С. Сивов Д. , Захаренков А. |
|        |                    |         |                                                  | Судьи: Одиньш Э. , Гусев С. Сивов Д. , Захаренков А. |
|        |                    |         |                                                  | Судьи: Одиньш Э. , Гусев С. Сивов Д. , Захаренков А. |
|        |                    |         |                                                  | Судьи: Одиньш Э. , Гусев С. Сивов Д. , Захаренков А. |
| 12 мин | Штраф              | 24 мин  |                                                  | Судьи: Одиньш Э. , Гусев С. Сивов Д. , Захаренков А. |
|        |                    |         |                                                  |                                                      |
|        | 22                 | Броски  | 32                                               |                                                      |

| 3 апреля 2012 19:30 | ОХК «Динамо» | 6 : 1 (3:0, 3:1, 0:0) | СКА | МСА «Лужники» Зрителей: 8500 |

| Отчёт  | Отчёт                       | Отчёт   | Отчёт                                                       | Отчёт                                                  |
| ------ | --------------------------- | ------- | ----------------------------------------------------------- | ------------------------------------------------------ |
|        |                             |         |                                                             |                                                        |
|        | Александр Ерёменко          | Вратари | Якуб Штепанек (00’00" — 14’08") Ежов Илья (14’08" — 60’00") | Судьи: Белов А. , Одиньш Э. Садовников А. , Сазонов И. |
|        | Голы:                       |         |                                                             | Судьи: Белов А. , Одиньш Э. Садовников А. , Сазонов И. |
|        | 1:0 2:0 3:0 4:0 5:0 6:0 6:1 |         |                                                             | Судьи: Белов А. , Одиньш Э. Садовников А. , Сазонов И. |
|        |                             |         |                                                             | Судьи: Белов А. , Одиньш Э. Садовников А. , Сазонов И. |
|        |                             |         |                                                             | Судьи: Белов А. , Одиньш Э. Садовников А. , Сазонов И. |
|        |                             |         |                                                             | Судьи: Белов А. , Одиньш Э. Садовников А. , Сазонов И. |
| 14 мин | Штраф                       | 10 мин  |                                                             | Судьи: Белов А. , Одиньш Э. Садовников А. , Сазонов И. |
|        |                             |         |                                                             |                                                        |
|        | 28                          | Броски  | 22                                                          |                                                        |

### Восток
| 29 марта 2012 17:00 | «Трактор» | 3 : 1 (0:1, 2:0, 1:0) | «Авангард» | Ледовая арена «Трактор» Зрителей: 7500 |

| Отчёт | Отчёт         | Отчёт   | Отчёт      | Отчёт                                                    |
| ----- | ------------- | ------- | ---------- | -------------------------------------------------------- |
|       |               |         |            |                                                          |
|       | Майкл Гарнетт | Вратари | Карри Рамо | Судьи: Буланов В. , Анисимов А. Горденко К. , Томилов В. |
|       | Голы:         |         |            | Судьи: Буланов В. , Анисимов А. Горденко К. , Томилов В. |
|       | 0:1 2:0 1:0   |         |            | Судьи: Буланов В. , Анисимов А. Горденко К. , Томилов В. |
|       |               |         |            | Судьи: Буланов В. , Анисимов А. Горденко К. , Томилов В. |
|       |               |         |            | Судьи: Буланов В. , Анисимов А. Горденко К. , Томилов В. |
|       |               |         |            | Судьи: Буланов В. , Анисимов А. Горденко К. , Томилов В. |
| 8 мин | Штраф         | 0 мин   |            | Судьи: Буланов В. , Анисимов А. Горденко К. , Томилов В. |
|       |               |         |            |                                                          |
|       | 28            | Броски  | 31         |                                                          |

| 31 марта 2012 15:00 | «Трактор» | 2 : 3 (2ОТ) (1:1, 1:0, 0:1, 0:0, 0:1) | «Авангард» | Ледовая арена «Трактор» Зрителей: 7550 |

| Отчёт | Отчёт               | Отчёт   | Отчёт      | Отчёт                                                 |
| ----- | ------------------- | ------- | ---------- | ----------------------------------------------------- |
|       |                     |         |            |                                                       |
|       | Майкл Гарнетт       | Вратари | Карри Рамо | Судьи: Рённ Ю. , Буланов В. Гордиенко М. , Томилов В. |
|       | Голы:               |         |            | Судьи: Рённ Ю. , Буланов В. Гордиенко М. , Томилов В. |
|       | 0:1 1:1 2:1 2:2 2:3 |         |            | Судьи: Рённ Ю. , Буланов В. Гордиенко М. , Томилов В. |
|       |                     |         |            | Судьи: Рённ Ю. , Буланов В. Гордиенко М. , Томилов В. |
|       |                     |         |            | Судьи: Рённ Ю. , Буланов В. Гордиенко М. , Томилов В. |
|       |                     |         |            | Судьи: Рённ Ю. , Буланов В. Гордиенко М. , Томилов В. |
| 6 мин | Штраф               | 6 мин   |            | Судьи: Рённ Ю. , Буланов В. Гордиенко М. , Томилов В. |
|       |                     |         |            |                                                       |
|       | 33                  | Броски  | 29         |                                                       |

| 2 апреля 2012 16:00 | «Авангард» | 1 : 0 (0:0, 1:0, 0:0) | «Трактор» | Арена Омск Зрителей: 10 318 |

| Отчёт               | Отчёт      | Отчёт   | Отчёт                           | Отчёт                                                |
| ------------------- | ---------- | ------- | ------------------------------- | ---------------------------------------------------- |
|                     |            |         |                                 |                                                      |
|                     | Карри Рамо | Вратари | Майкл Гарнетт (00’00" — 59’12") | Судьи: Гашилов В. , Оленин К. Бирин В. , Медведев А. |
|                     | Голы:      |         |                                 | Судьи: Гашилов В. , Оленин К. Бирин В. , Медведев А. |
| Калинин С. — 21’51" | 1:0        |         |                                 | Судьи: Гашилов В. , Оленин К. Бирин В. , Медведев А. |
|                     |            |         |                                 | Судьи: Гашилов В. , Оленин К. Бирин В. , Медведев А. |
|                     |            |         |                                 | Судьи: Гашилов В. , Оленин К. Бирин В. , Медведев А. |
|                     |            |         |                                 | Судьи: Гашилов В. , Оленин К. Бирин В. , Медведев А. |
| 8 мин               | Штраф      | 10 мин  |                                 | Судьи: Гашилов В. , Оленин К. Бирин В. , Медведев А. |
|                     |            |         |                                 |                                                      |
|                     | 39         | Броски  | 19                              |                                                      |

| 4 апреля 2012 16:00 | «Авангард» | 3 : 1 (1:0, 1:0, 1:1) | «Трактор» | Арена Омск Зрителей: 10 318 |

| Отчёт | Отчёт           | Отчёт   | Отчёт                                            | Отчёт                                                |
| ----- | --------------- | ------- | ------------------------------------------------ | ---------------------------------------------------- |
|       |                 |         |                                                  |                                                      |
|       | Карри Рамо      | Вратари | Майкл Гарнетт (00’00" — 59’29", 59’45" — 60’00") | Судьи: Оленин К. , Раводин А. Бирин В. , Медведев А. |
|       | Голы:           |         |                                                  | Судьи: Оленин К. , Раводин А. Бирин В. , Медведев А. |
|       | 1:0 2:0 2:1 3:1 |         |                                                  | Судьи: Оленин К. , Раводин А. Бирин В. , Медведев А. |
|       |                 |         |                                                  | Судьи: Оленин К. , Раводин А. Бирин В. , Медведев А. |
|       |                 |         |                                                  | Судьи: Оленин К. , Раводин А. Бирин В. , Медведев А. |
|       |                 |         |                                                  | Судьи: Оленин К. , Раводин А. Бирин В. , Медведев А. |
| 2 мин | Штраф           | 4 мин   |                                                  | Судьи: Оленин К. , Раводин А. Бирин В. , Медведев А. |
|       |                 |         |                                                  |                                                      |
|       | 19              | Броски  | 26                                               |                                                      |

| 6 апреля 2012 17:00 | «Трактор» | 0 : 1 (0:1, 0:0, 0:0) | «Авангард» | Ледовая арена «Трактор» Зрителей: 7500 |

| Отчёт | Отчёт                           | Отчёт             | Отчёт      | Отчёт                                                     |
| ----- | ------------------------------- | ----------------- | ---------- | --------------------------------------------------------- |
|       |                                 |                   |            |                                                           |
|       | Майкл Гарнетт (00’00" — 58’46") | Вратари           | Карри Рамо | Судьи: Буланов В. , Рённ Ю. Захаренков А. , Садовников А. |
|       | Голы:                           |                   |            | Судьи: Буланов В. , Рённ Ю. Захаренков А. , Садовников А. |
|       | 0:1                             | 14’10" — Белов А. |            | Судьи: Буланов В. , Рённ Ю. Захаренков А. , Садовников А. |
|       |                                 |                   |            | Судьи: Буланов В. , Рённ Ю. Захаренков А. , Садовников А. |
|       |                                 |                   |            | Судьи: Буланов В. , Рённ Ю. Захаренков А. , Садовников А. |
|       |                                 |                   |            | Судьи: Буланов В. , Рённ Ю. Захаренков А. , Садовников А. |
| 6 мин | Штраф                           | 10 мин            |            | Судьи: Буланов В. , Рённ Ю. Захаренков А. , Садовников А. |
|       |                                 |                   |            |                                                           |
|       | 30                              | Броски            | 14         |                                                           |

## Финал Кубка Гагарина
| 13 апреля 2012 16:00 | «Авангард» | 2 : 1 (1:0, 0:1, 1:0) | ОХК «Динамо» | Арена Омск Зрителей: 10 318 |

| Отчёт                                      | Отчёт       | Отчёт               | Отчёт                                | Отчёт                                                |
| ------------------------------------------ | ----------- | ------------------- | ------------------------------------ | ---------------------------------------------------- |
|                                            |             |                     |                                      |                                                      |
|                                            | Карри Рамо  | Вратари             | Александр Ерёменко (00’00" — 59’42") | Судьи: Буланов В. , Захаров А. Сивов Д. , Шелянин С. |
|                                            | Голы:       |                     |                                      | Судьи: Буланов В. , Захаров А. Сивов Д. , Шелянин С. |
| Червенка Р. — 04’47" Пережогин А. — 43’59" | 1:0 1:1 2:1 | 30’05" — Комаров Л. |                                      | Судьи: Буланов В. , Захаров А. Сивов Д. , Шелянин С. |
|                                            |             |                     |                                      | Судьи: Буланов В. , Захаров А. Сивов Д. , Шелянин С. |
|                                            |             |                     |                                      | Судьи: Буланов В. , Захаров А. Сивов Д. , Шелянин С. |
|                                            |             |                     |                                      | Судьи: Буланов В. , Захаров А. Сивов Д. , Шелянин С. |
| 6 мин                                      | Штраф       | 8 мин               |                                      | Судьи: Буланов В. , Захаров А. Сивов Д. , Шелянин С. |
|                                            |             |                     |                                      |                                                      |
|                                            | 32          | Броски              | 22                                   |                                                      |

| 15 апреля 2012 14:00 | «Авангард» | 1 : 2 (0:2, 0:0, 1:0) | ОХК «Динамо» | Арена Омск Зрителей: 10 318 |

| Отчёт                 | Отчёт                        | Отчёт                                          | Отчёт              | Отчёт                                              |
| --------------------- | ---------------------------- | ---------------------------------------------- | ------------------ | -------------------------------------------------- |
|                       |                              |                                                |                    |                                                    |
|                       | Карри Рамо (00’00" — 58’49") | Вратари                                        | Александр Ерёменко | Судьи: Рённ Ю. , Кулаков С. Бирин В. , Медведев А. |
|                       | Голы:                        |                                                |                    | Судьи: Рённ Ю. , Кулаков С. Бирин В. , Медведев А. |
| Пережогин А. — 40’51" | 0:1 0:2 1:2                  | 07’57" — Кокарев Д. 19’10" — Комаров Л. (бол.) |                    | Судьи: Рённ Ю. , Кулаков С. Бирин В. , Медведев А. |
|                       |                              |                                                |                    | Судьи: Рённ Ю. , Кулаков С. Бирин В. , Медведев А. |
|                       |                              |                                                |                    | Судьи: Рённ Ю. , Кулаков С. Бирин В. , Медведев А. |
|                       |                              |                                                |                    | Судьи: Рённ Ю. , Кулаков С. Бирин В. , Медведев А. |
| 4 мин                 | Штраф                        | 4 мин                                          |                    | Судьи: Рённ Ю. , Кулаков С. Бирин В. , Медведев А. |
|                       |                              |                                                |                    |                                                    |
|                       | 28                           | Броски                                         | 16                 |                                                    |

| 17 апреля 2012 19:30 | ОХК «Динамо» | 0 : 1 (0:1, 0:0, 0:0) | «Авангард» | МСА «Лужники» Зрителей: 8500 |

| Отчёт | Отчёт                                | Отчёт                 | Отчёт      | Отчёт                                              |
| ----- | ------------------------------------ | --------------------- | ---------- | -------------------------------------------------- |
|       |                                      |                       |            |                                                    |
|       | Александр Ерёменко (00’00" — 59’18") | Вратари               | Карри Рамо | Судьи: Гусев С. , Кулаков С. Сивов Д. , Шелянин С. |
|       | Голы:                                |                       |            | Судьи: Гусев С. , Кулаков С. Сивов Д. , Шелянин С. |
|       | 0:1                                  | 12’57" — Пережогин А. |            | Судьи: Гусев С. , Кулаков С. Сивов Д. , Шелянин С. |
|       |                                      |                       |            | Судьи: Гусев С. , Кулаков С. Сивов Д. , Шелянин С. |
|       |                                      |                       |            | Судьи: Гусев С. , Кулаков С. Сивов Д. , Шелянин С. |
|       |                                      |                       |            | Судьи: Гусев С. , Кулаков С. Сивов Д. , Шелянин С. |
| 6 мин | Штраф                                | 16 мин                |            | Судьи: Гусев С. , Кулаков С. Сивов Д. , Шелянин С. |
|       |                                      |                       |            |                                                    |
|       | 31                                   | Броски                | 21         |                                                    |

| 19 апреля 2012 19:30 | ОХК «Динамо» | 1 : 2 (ОТ) (1:0, 0:1, 0:0, 0:1) | «Авангард» | МСА «Лужники» Зрителей: 8500 |

| Отчёт             | Отчёт              | Отчёт                                 | Отчёт      | Отчёт                                                     |
| ----------------- | ------------------ | ------------------------------------- | ---------- | --------------------------------------------------------- |
|                   |                    |                                       |            |                                                           |
|                   | Александр Ерёменко | Вратари                               | Карри Рамо | Судьи: Буланов В. , Рённ Ю. Садовников А. , Захаренков А. |
|                   | Голы:              |                                       |            | Судьи: Буланов В. , Рённ Ю. Садовников А. , Захаренков А. |
| Чернов А. — 05:22 | 1:0 1:1 1:2        | 32:51 — Попов А. 68:15 — Пережогин А. |            | Судьи: Буланов В. , Рённ Ю. Садовников А. , Захаренков А. |
|                   |                    |                                       |            | Судьи: Буланов В. , Рённ Ю. Садовников А. , Захаренков А. |
|                   |                    |                                       |            | Судьи: Буланов В. , Рённ Ю. Садовников А. , Захаренков А. |
|                   |                    |                                       |            | Судьи: Буланов В. , Рённ Ю. Садовников А. , Захаренков А. |
| 8 мин             | Штраф              | 10 мин                                |            | Судьи: Буланов В. , Рённ Ю. Садовников А. , Захаренков А. |
|                   |                    |                                       |            |                                                           |
|                   | 39                 | Броски                                | 29         |                                                           |

| 21 апреля 2012 14:00 | «Авангард» | 2 : 3 (0:2, 1:1, 1:0) | ОХК «Динамо» | Арена Омск Зрителей: 10 318 |

| Отчёт                                        | Отчёт                        | Отчёт                                                        | Отчёт              | Отчёт                                                 |
| -------------------------------------------- | ---------------------------- | ------------------------------------------------------------ | ------------------ | ----------------------------------------------------- |
|                                              |                              |                                                              |                    |                                                       |
|                                              | Карри Рамо (00’00" — 56’58") | Вратари                                                      | Александр Ерёменко | Судьи: Буланов В. , Кулаков С. Бирин В. , Медведев А. |
|                                              | Голы:                        |                                                              |                    | Судьи: Буланов В. , Кулаков С. Бирин В. , Медведев А. |
| Курьянов А. — 31’52" Александров Ю. — 59’41" | 0:1 0:2 0:3 1:3 2:3          | 03’44" — Анисин М. 09’43" — Бабенко Ю. 25’00" — Горовиков К. |                    | Судьи: Буланов В. , Кулаков С. Бирин В. , Медведев А. |
|                                              |                              |                                                              |                    | Судьи: Буланов В. , Кулаков С. Бирин В. , Медведев А. |
|                                              |                              |                                                              |                    | Судьи: Буланов В. , Кулаков С. Бирин В. , Медведев А. |
|                                              |                              |                                                              |                    | Судьи: Буланов В. , Кулаков С. Бирин В. , Медведев А. |
| 12 мин                                       | Штраф                        | 10 мин                                                       |                    | Судьи: Буланов В. , Кулаков С. Бирин В. , Медведев А. |
|                                              |                              |                                                              |                    |                                                       |
|                                              | 24                           | Броски                                                       | 24                 |                                                       |

| 23 апреля 2012 19:30 | ОХК «Динамо» | 5 : 2 (3:1, 1:0, 1:1) | «Авангард» | МСА «Лужники» Зрителей: 8500 |

| Отчёт | Отчёт                       | Отчёт                                 | Отчёт                                         | Отчёт                                                     |
| --- | --------------------------- | ------------------------------------- | --------------------------------------------- | --------------------------------------------------------- |
| |                             |                                       |                                               |                                                           |
| | Александр Ерёменко          | Вратари                               | Карри Рамо (00’00" — 58’07", 58’10" — 60’00") | Судьи: Рённ Ю. , Кулаков С. Захаренков А. , Садовников А. |
| | Голы:                       |                                       |                                               | Судьи: Рённ Ю. , Кулаков С. Захаренков А. , Садовников А. |
| Комаров Л. — 00’53" Мосалёв Д. — 15’46" Новак Ф. (бол.) — 18’31" Квапил М. — 31’58" Квапил М. (п.в.) — 58’10" | 1:0 1:1 2:1 3:1 4:1 4:2 5:2 | 08’55" — Шкоула М. 51’53" — Шкоула М. |                                               | Судьи: Рённ Ю. , Кулаков С. Захаренков А. , Садовников А. |
| |                             |                                       |                                               | Судьи: Рённ Ю. , Кулаков С. Захаренков А. , Садовников А. |
| |                             |                                       |                                               | Судьи: Рённ Ю. , Кулаков С. Захаренков А. , Садовников А. |
| |                             |                                       |                                               | Судьи: Рённ Ю. , Кулаков С. Захаренков А. , Садовников А. |
| 6 мин | Штраф                       | 14 мин                                |                                               | Судьи: Рённ Ю. , Кулаков С. Захаренков А. , Садовников А. |
| |                             |                                       |                                               |                                                           |
| | 26                          | Броски                                | 40                                            |                                                           |

| 25 апреля 2012 16:00 | «Авангард» | 0 : 1 (0:0, 0:0, 0:1) | ОХК «Динамо» | Арена Омск Зрителей: 10 318 |

| Отчёт | Отчёт                        | Отчёт              | Отчёт              | Отчёт                                             |
| ----- | ---------------------------- | ------------------ | ------------------ | ------------------------------------------------- |
|       |                              |                    |                    |                                                   |
|       | Карри Рамо (00’00" — 58’35") | Вратари            | Александр Ерёменко | Судьи: Буланов В. , Рённ Ю. Сивов Д. , Шелянин С. |
|       | Голы:                        |                    |                    | Судьи: Буланов В. , Рённ Ю. Сивов Д. , Шелянин С. |
|       | 0:1                          | 52’03" — Клепиш Я. |                    | Судьи: Буланов В. , Рённ Ю. Сивов Д. , Шелянин С. |
|       |                              |                    |                    | Судьи: Буланов В. , Рённ Ю. Сивов Д. , Шелянин С. |
|       |                              |                    |                    | Судьи: Буланов В. , Рённ Ю. Сивов Д. , Шелянин С. |
|       |                              |                    |                    | Судьи: Буланов В. , Рённ Ю. Сивов Д. , Шелянин С. |
| 8 мин | Штраф                        | 4 мин              |                    | Судьи: Буланов В. , Рённ Ю. Сивов Д. , Шелянин С. |
|       |                              |                    |                    |                                                   |
|       | 18                           | Броски             | 19                 |                                                   |

## События плей-офф
- «Трактору» и «Ак Барсу» не хватило всего 17 секунд, чтобы, на момент игры, побить рекорд продолжительности матча КХЛ.[1]